# 北港朝天宮
北港朝天宮，俗稱北港媽（Pak-káng má），當地人稱媽祖宮（Má-tsóo-king）、媽祖廟（Má-tsóo-biō），舊稱為天后宮。是一座位在臺灣雲林縣北港鎮光民里的媽祖廟，主祀天上聖母媽祖。
該廟由臨濟宗第34代樹璧和尚創立於康熙三十三年（1694年）。自樹壁和尚傳下17代禪宗法脈結束後，以管理委員會制取代原本僧侶管理系統，但至今仍聘請佛教臨濟正宗僧侶擔任住持及駐廟法師，其管理組織財團法人北港朝天宮董監事會現任董事長為蔡咏鍀。
該廟在1985年被列為二級古蹟，1997年改制為國定古蹟。

## 沿革

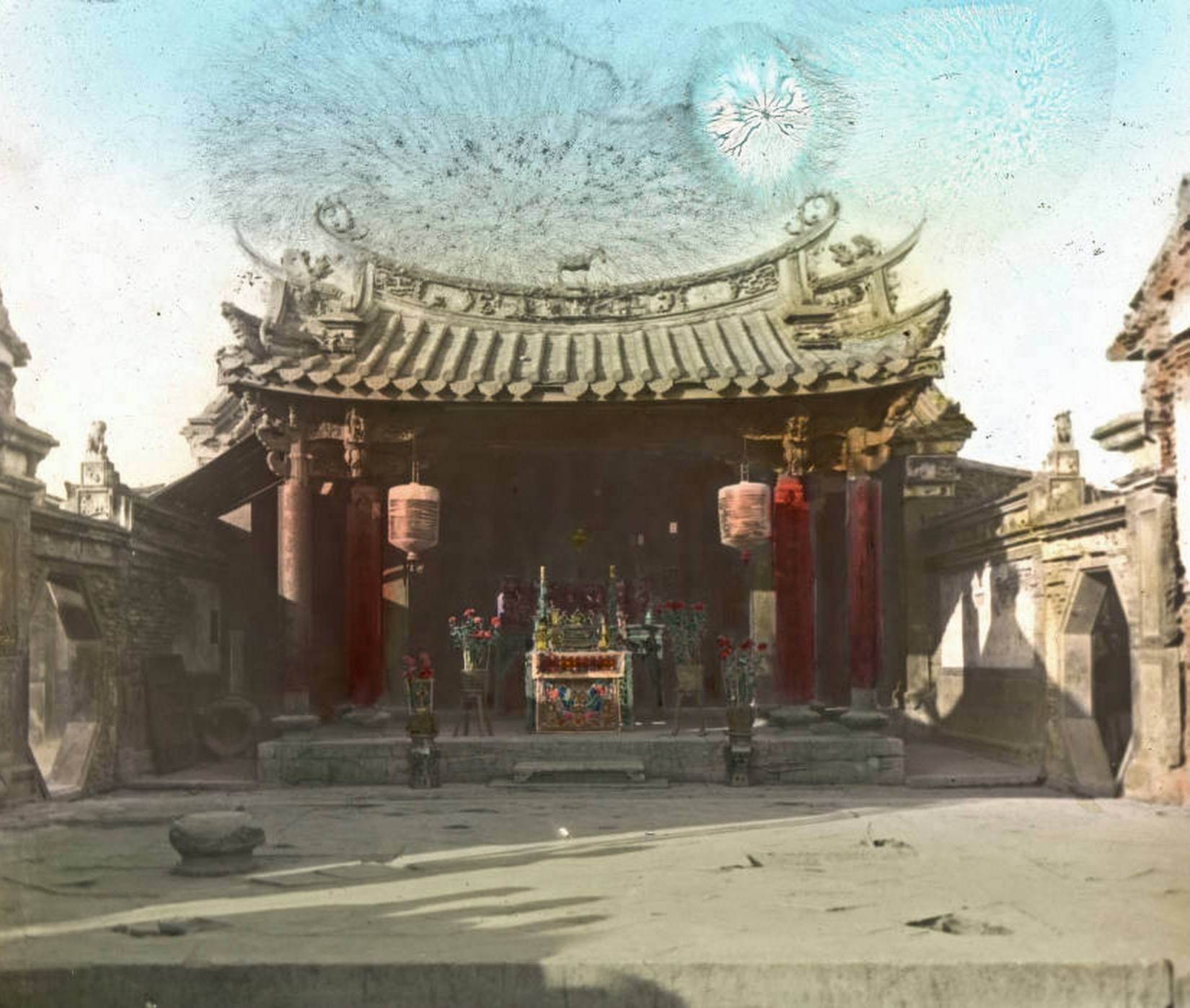
達飛聲所拍攝的北港朝天宮

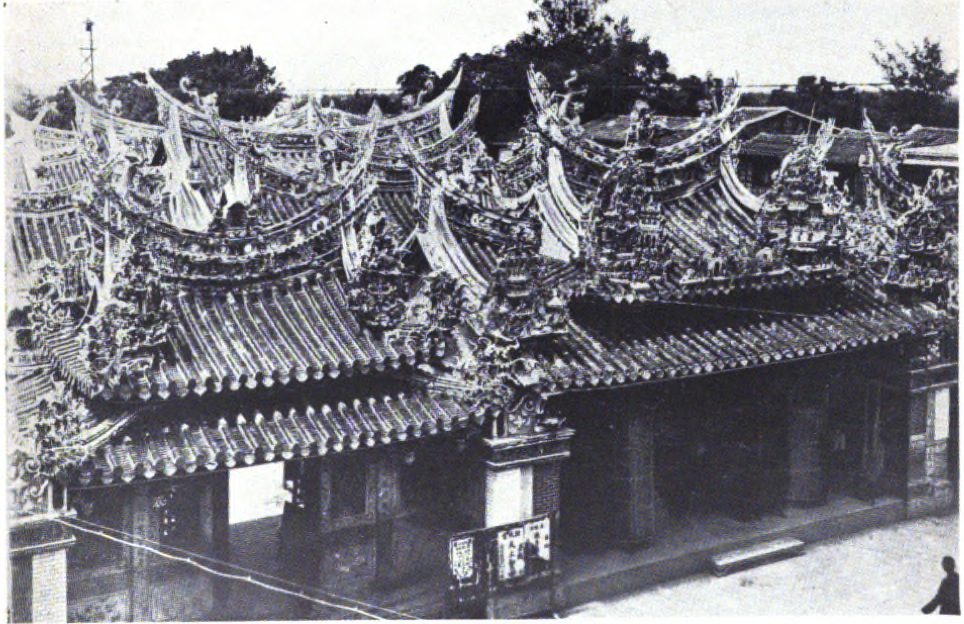
日治時期照片的廟身

關於北港朝天宮之創建，以日治1910年（明治43年）臨時臺灣舊慣調查會依訪調所得，記錄於《臺灣私法第二卷 附錄參考書》書中所載創建年代為最早。

### 清朝時期

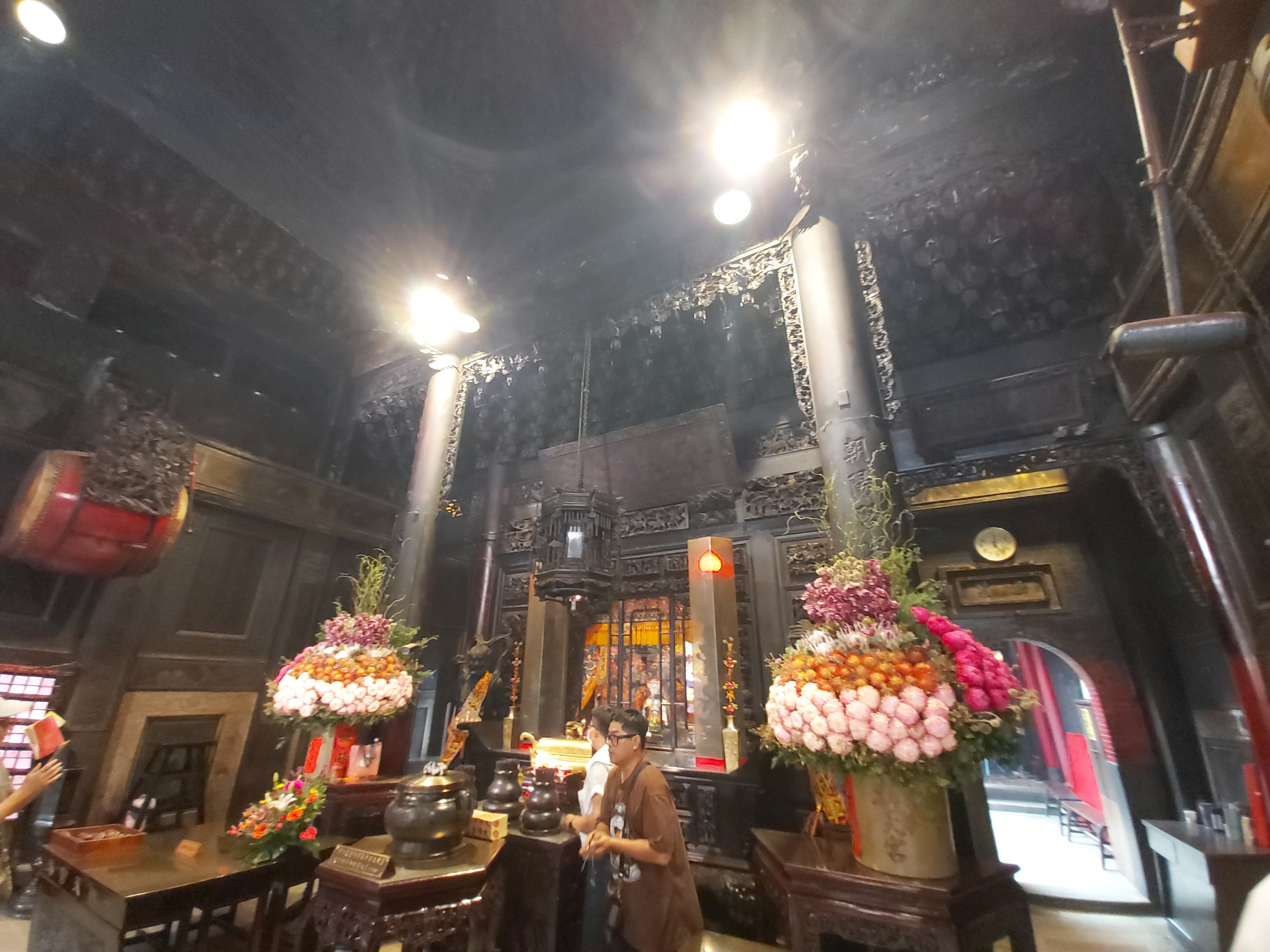
北港朝天宮正殿

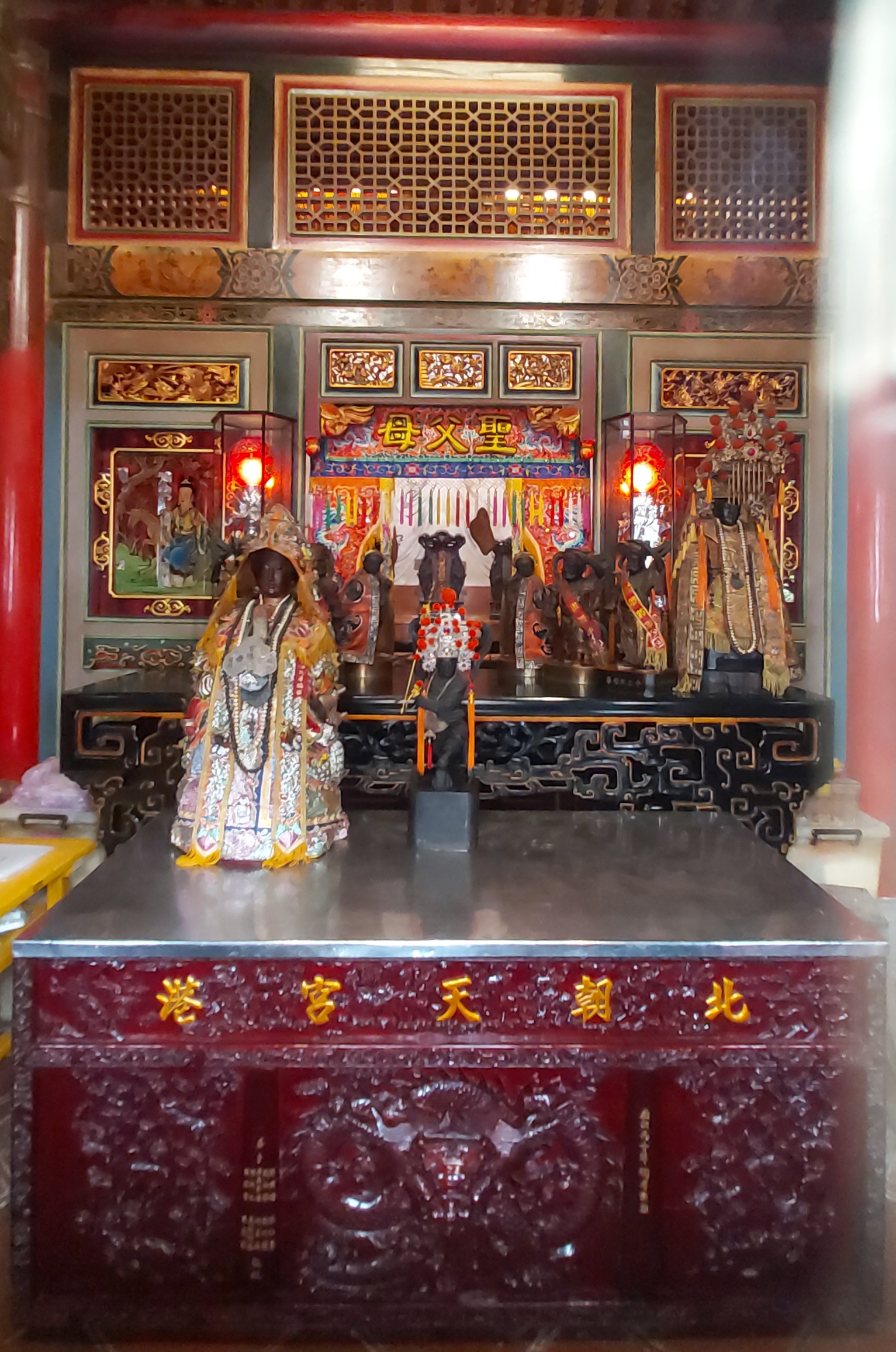
北港朝天宮聖父母殿

在1694年（康熙三十三年），樹璧和尚（臨濟正宗第34代）自福建省湄洲朝天閣迎請媽祖金身前往臺灣，並自笨港登陸；因媽祖指示，於是就地建廟。1717年（康熙56年）《諸羅縣志》以「天妃廟」創建於1700年（康熙39年），此記載其後傳抄於1744年（乾隆9年）《重修臺灣府志》等文獻中。但現存於朝天宮內之1775年（乾隆40年）〈重修諸羅縣笨港北港天后宮碑記〉則以1730年（雍正8年）為朝天宮創建之年，時間比前者約晚30年。1730年（雍正8年）則重修廟宇，廟名此刻改稱為「天后宮」。
依同碑記記載，1751年（乾隆16年）朝天宮曾經過整修，到了1775年（乾隆40年），諸羅縣笨港縣丞薛肇熿見廟貌窄小，樑桷損毀，於是捐俸倡議重修，並由陳瑞玉、王希明、蔡大成等董事集貲，鳩工改建。由1894年（光緒20年）《雲林採訪冊》及《臺灣私法第二卷 附錄參考書》文獻指出，1775年整修共完成三川殿、拜亭、聖母殿、觀音殿、東側室仔六間。今日觀音殿前的蟠龍石柱便是當時修建所完成的作品。1812年（嘉慶17年），住持僧浣衷，將宮名改為「朝天宮」，以紀念分靈自湄洲祖廟「朝天閣」。
1775年（乾隆40年）之後，至1851年（咸豐元年）期間，北港朝天宮可能也曾經過整修，根據嘉慶年間住持浣衷和尚蓮座顯示，其曾重興朝天宮兩次，但相關興修內容缺乏具體文獻記載。1851年（咸豐元年）至1861年（咸豐11年）左右朝天宮再經歷一次盛大規模之整修，據1894年（光緒20年）《雲林採訪冊》及《臺灣私法第二卷 附錄參考書》文獻記載，該次整修增建供奉媽祖父母及兄姊之聖父母殿，並增建東側室仔一間、西側室仔七間，使朝天宮成為四進縱深，並有左右兩側護龍之廟宇。1894年（光緒20年）由於北港街大火，朝天宮前殿及一間室仔遭到火損波及。

### 日治時期

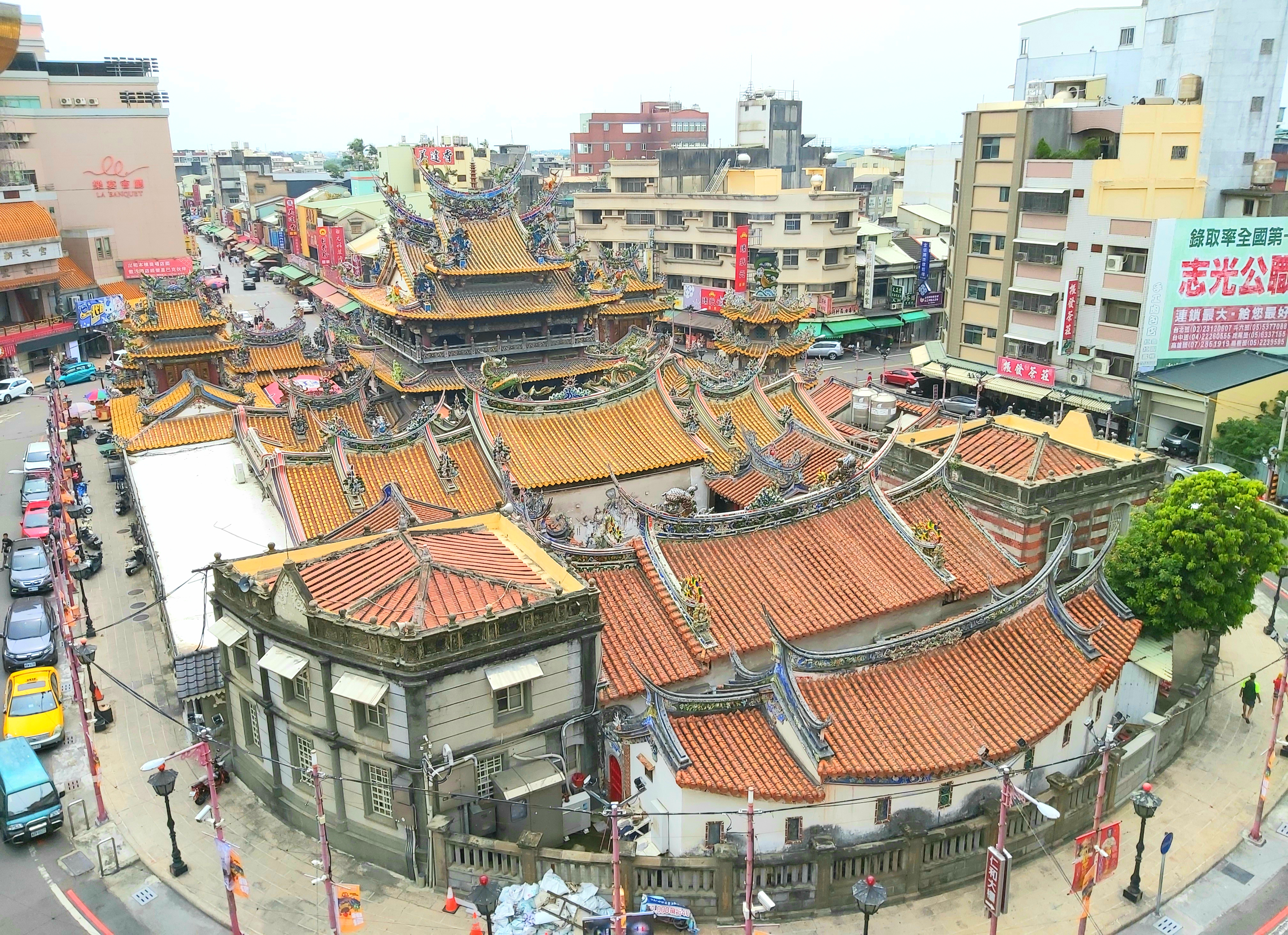
北港朝天宮建築群（後側視圖）

1904年（明治37年）、1906年（明治39）年地震影響，導致朝天宮磚牆粉刷層剝落，後側壁體倒塌。於1907年（明治40年）由北港支廳長安武昌夫首倡重修，以當時北港區長蔡然標為首組織募款委員會，募款委員奔走全臺各地募款，同時聘請大木匠師陳應彬主持修建工程，至1912年（明治45年）完成三川殿、龍虎兩門、三官大帝凌虛殿、五文昌夫子聚奎閣等殿宇。當時新建殿宇華麗之盛，由《臺灣日日新報》報導甚至將之比擬為在臺灣之日光東照宮（今世界文化遺產）。再經過1918年至1922年（大正7年至大正11年），由於周邊道路進行市區改正拓寬，並擴張朝天宮發展腹地，於新擴張的廟地中擴建聖父母殿，並新建聖父母殿兩側洋樓，奠定今日所見朝天宮大致格局。
1928年至1929年（昭和3年至昭和4年），擴建龍虎兩門，整修屋頂剪黏、廟內油漆，並更換石柱。今日聖父母殿步口石柱為此時期所設置。  1937年至1940年（昭和12年至昭和15年）， 禁止燒金紙，金爐遭到拆除。經歷寺廟整理運動，部分神像遭到燒毀，或由廟方私下收藏保管，祀神一度僅剩下媽祖及五文昌。

### 戰後至今

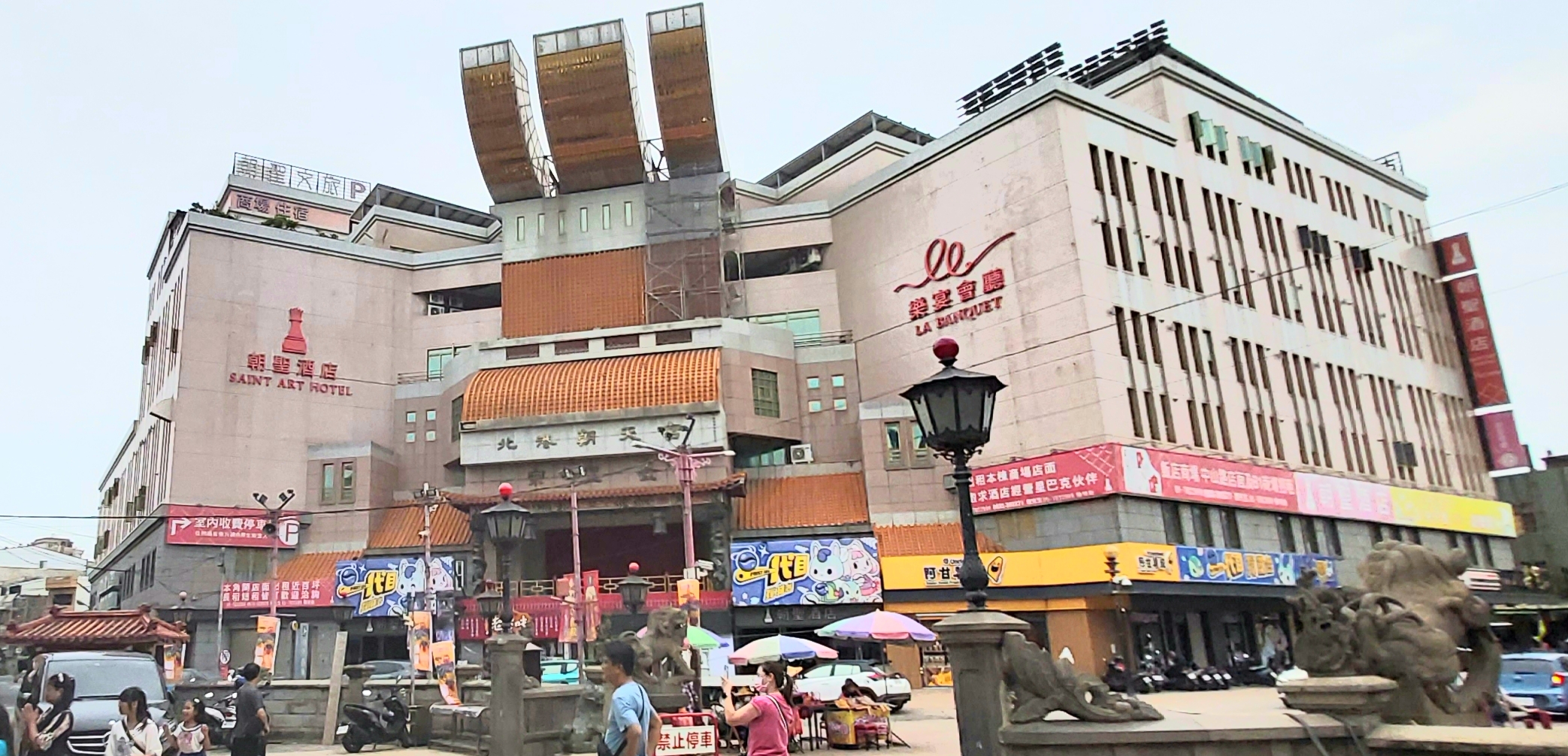
北港朝天宮左前方的朝聖酒店（香客大樓）與宗聖台

1954年至1959年（民國43年至民國48年），朝天宮重修彩繪、屋頂，並於廟左前方市場處興建表演舞台宗聖台 
1963年（民國52年）至1972年（民國61年）間，北港朝天宮陸續進行金爐、鐘鼓樓新建工程，且將原本約6公尺高之正殿抬升至15公尺，主要欲提升媽祖廟氣勢，並解決大量香煙擁擠於媽祖殿中之通風問題，但保留神龕部位部分木構造，並將拆除木構造較精彩的部分予以收藏保存，至此完成今日所見北港朝天宮主要樣貌。1968年至1972年（民國57年至民國61年），新建鐘鼓樓及兩護室（雙公殿及註生娘娘殿），改建正殿，興建龍虎門兩側七門，拆除三川殿與拜殿間一對八卦門  1974年至1975年（民國63年至民國64年）則進行三川殿、正殿屋頂及剪黏整修的工程。
1980年至1985年（民國69年至民國74年）之間， 雙公殿、註生娘娘殿、三川殿、龍、虎兩門，以及觀音殿、三官大帝殿、五文昌殿三殿走廊改舖唐山石。觀音殿、凌虛閣、三官大帝殿、聚奎閣、五文昌殿、聖父母殿、南華閣等殿宇屋頂進行整修。聖父母殿及南華閣進行彩繪整修。 然而在1994年（民國83年），聖父母殿經歷火災，使得聖父母殿及南華閣屋身燒失。兩塊日本總督贈匾在此次火災中燒失。   
1998年（民國87年），朝天宮左前方的中央市場改建工程動工，基礎施工不慎造成朝天宮等周邊鄰房受損 。1999年（民國88年）聖父母殿重建落成，並將聖父母殿後的倉庫改建為光明殿，2004年至2009年（民國93年至98年），在指定古蹟後，朝天宮首次進行第一次大規模修繕工程。

## 奉祀神祇

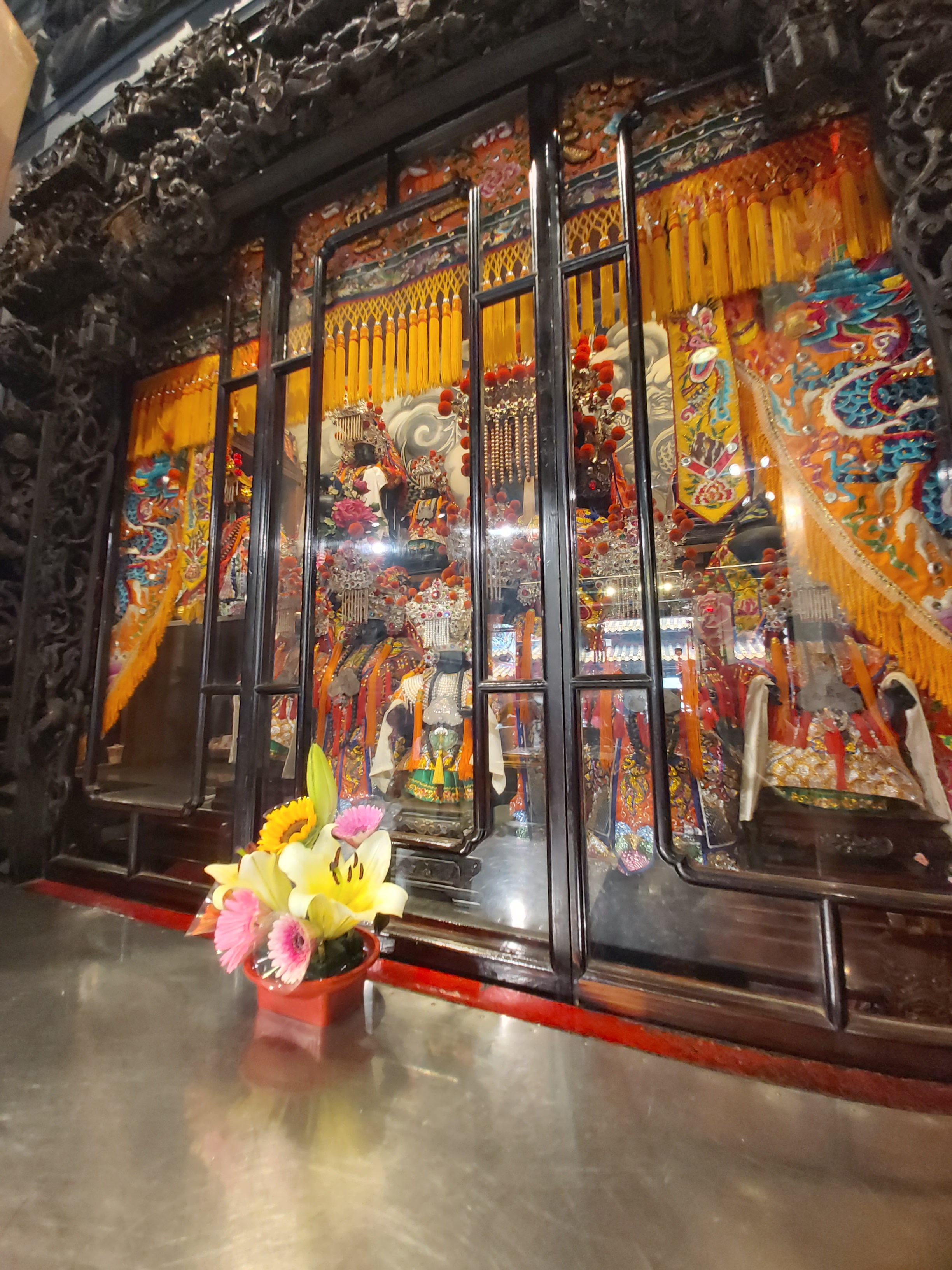
正殿天上聖母聖像

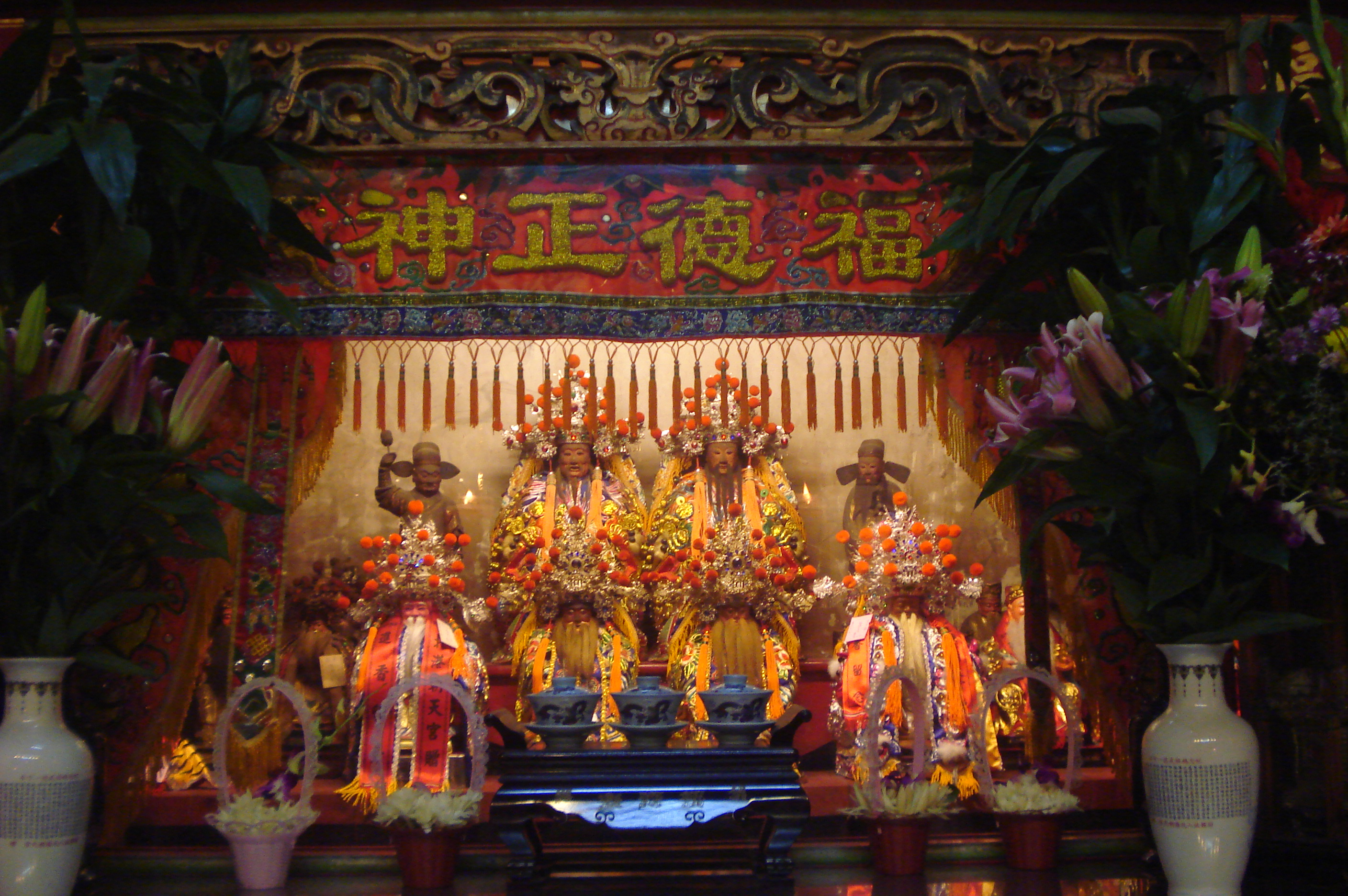
福德正神殿

- 正殿（又稱聖母殿）奉祀媽祖，殿前陪祀中壇元帥和虎爺，左右為千里眼與順風耳二將軍。
- 中殿中室（又稱觀音殿）奉祀觀音菩薩，從祀十八羅漢（右側為降龍尊者、百納尊者、進香尊者、彌勒尊者、志公尊者、開心尊者、達摩祖師、飛鈸尊者、目蓮尊者。左側為伏虎尊者、優婆尊者、進花尊者、進燈尊者、梁武帝、長眉尊者、進果尊者、戲獅尊者、洗耳尊者。）

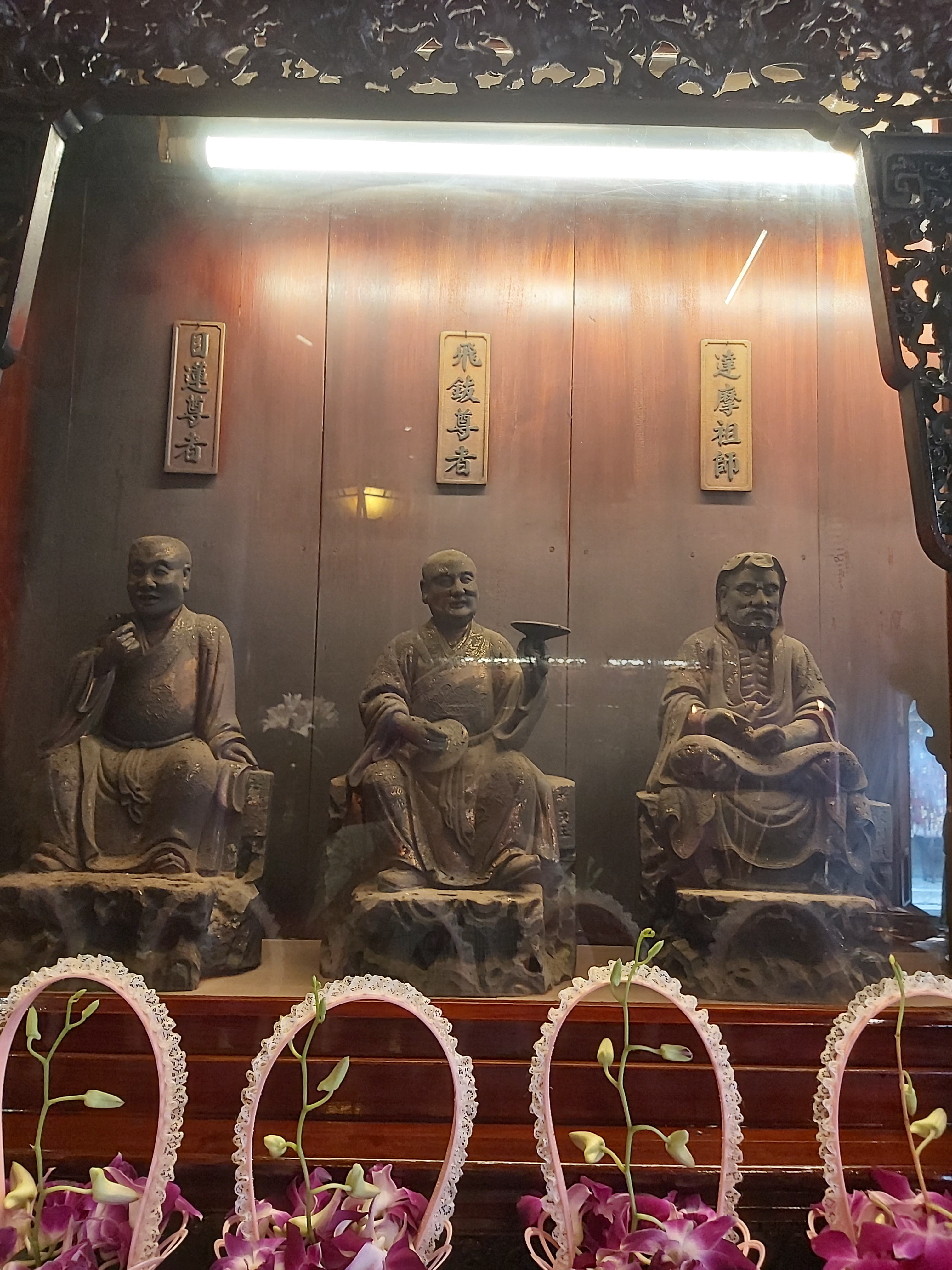
目蓮尊者、飛鈸尊者、達摩祖師
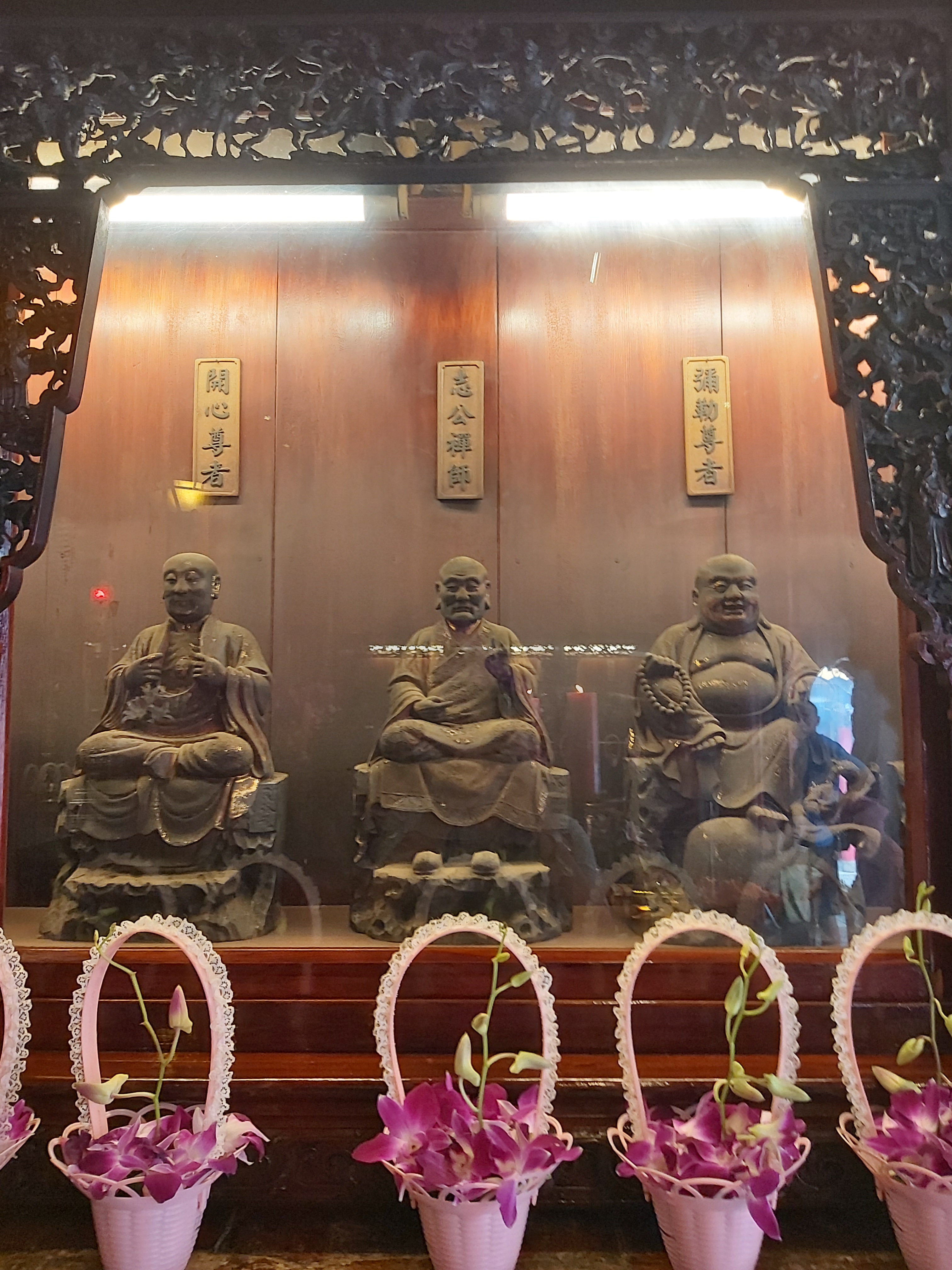
開心尊者、志公禪師、彌勒尊者
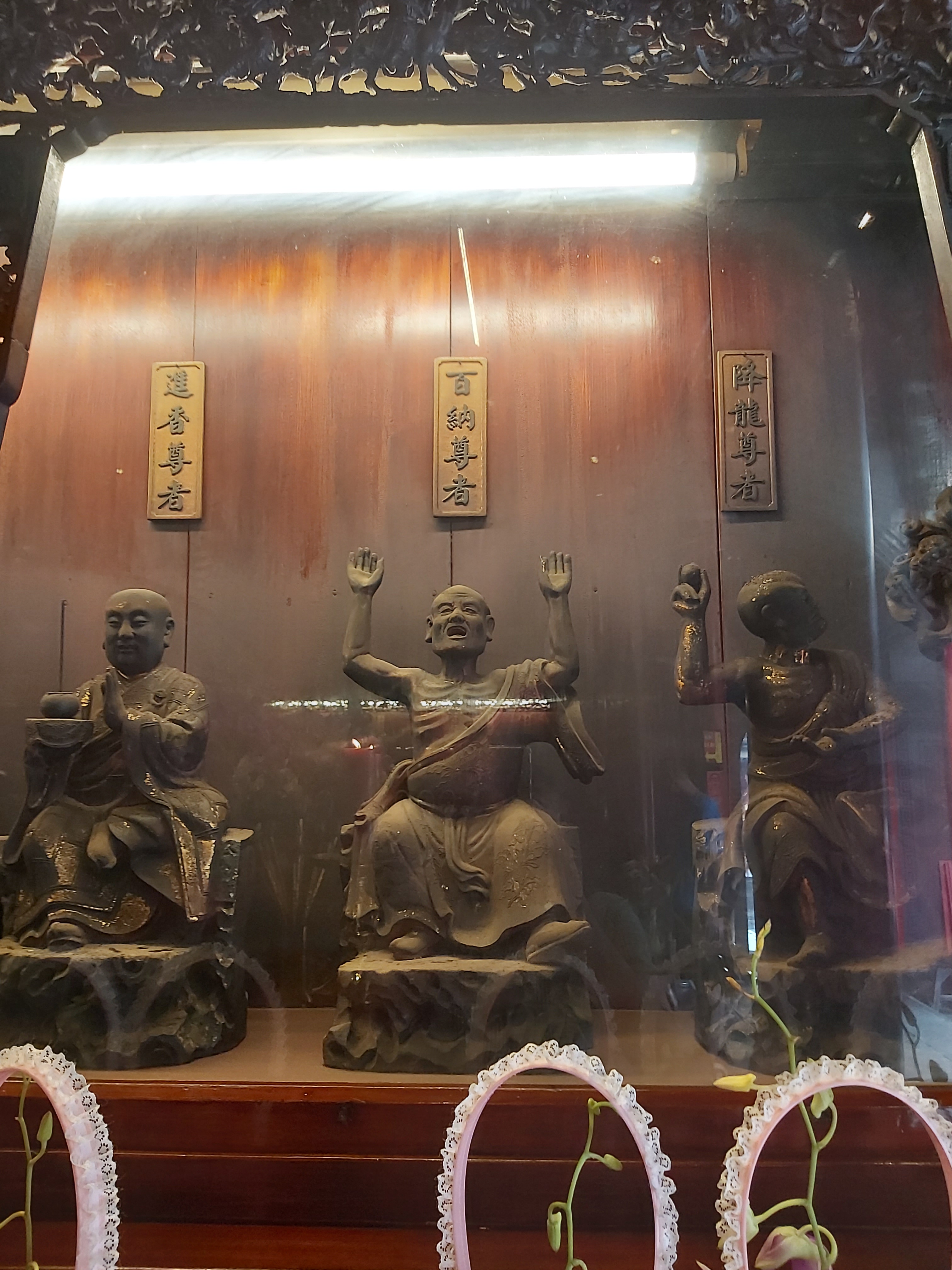
進香尊者、百納尊者、降龍尊者
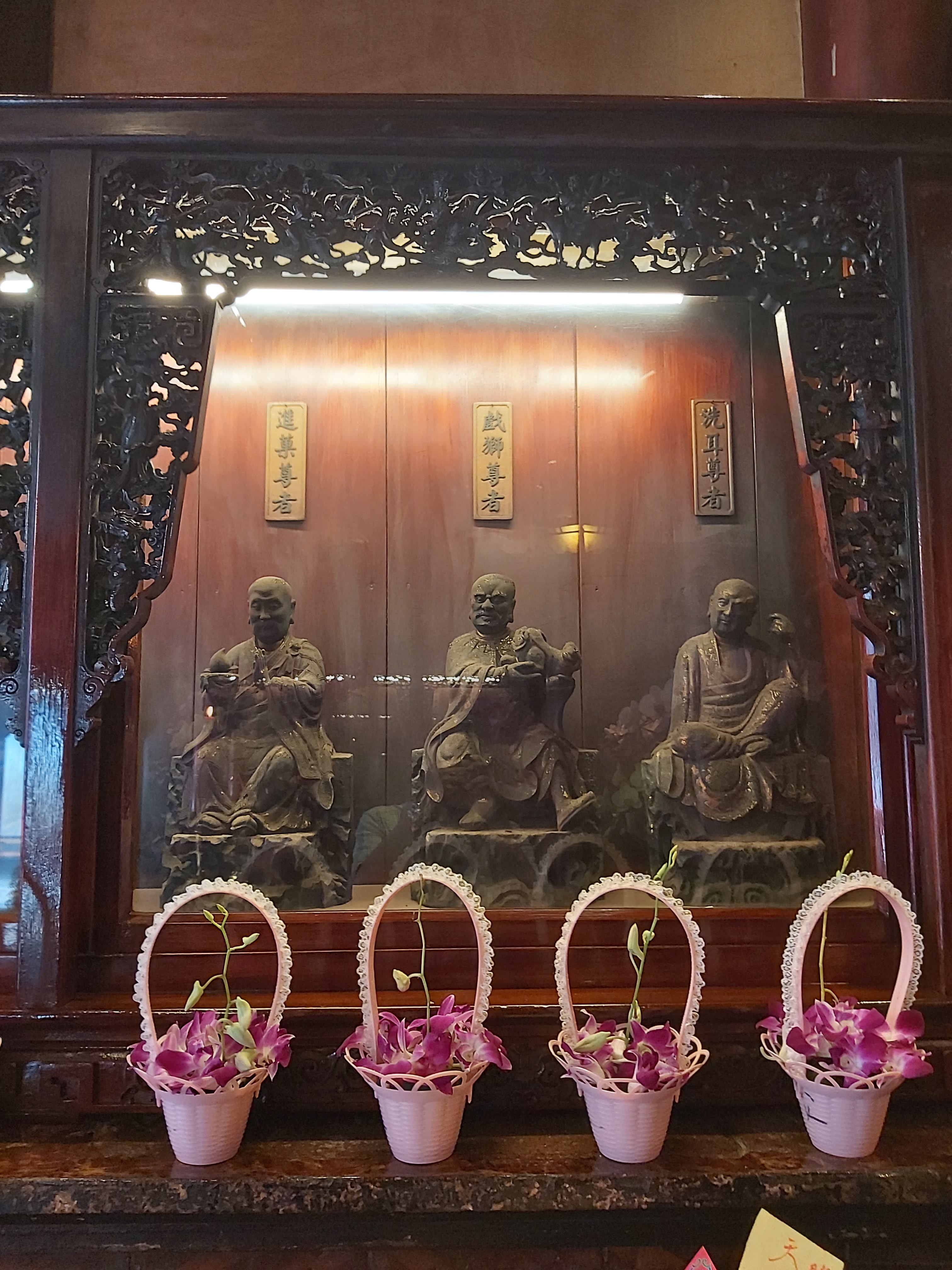
進菓尊者、戲獅尊者、洗耳尊者
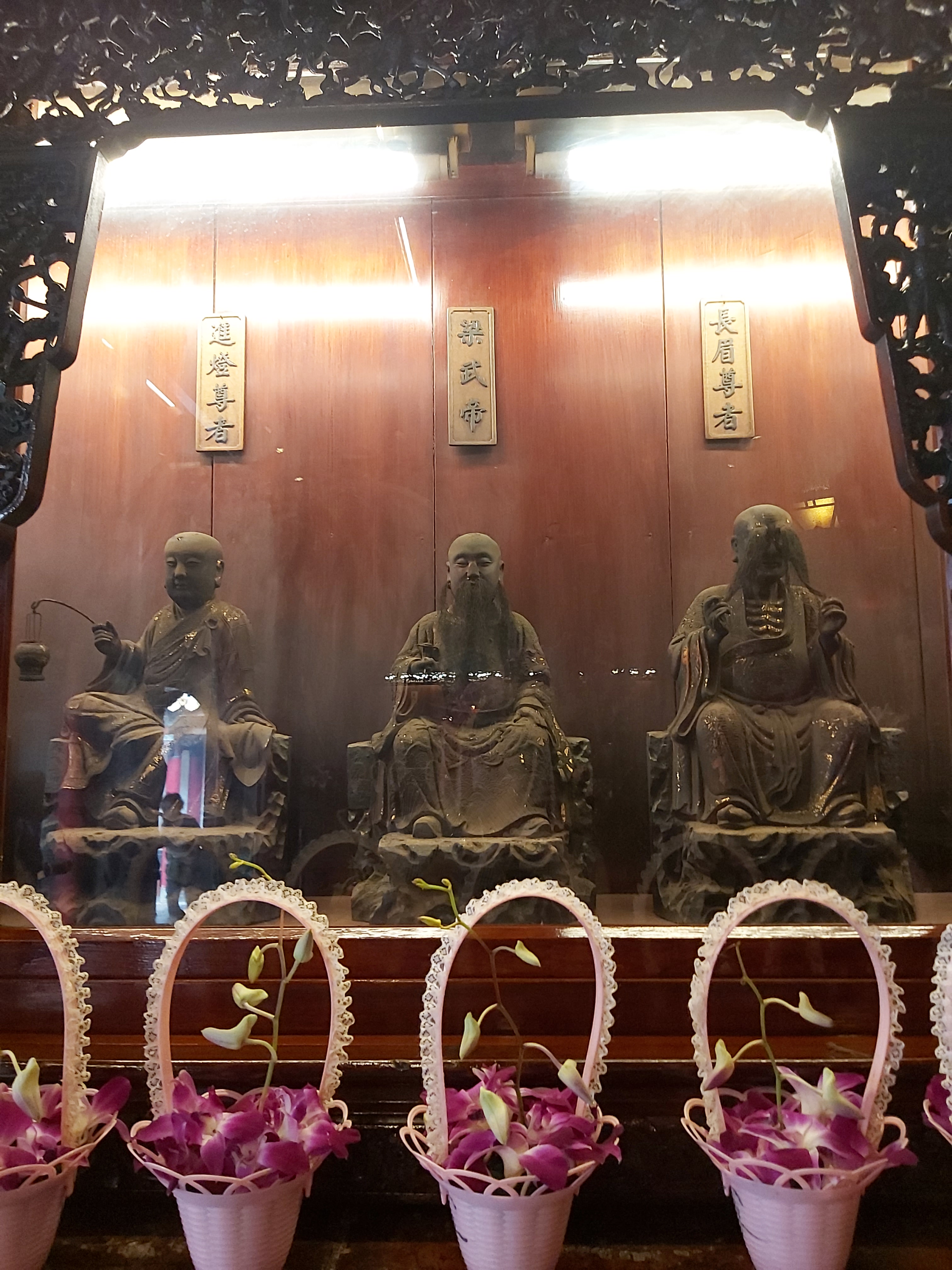
進燈尊者、梁武帝、長眉尊者
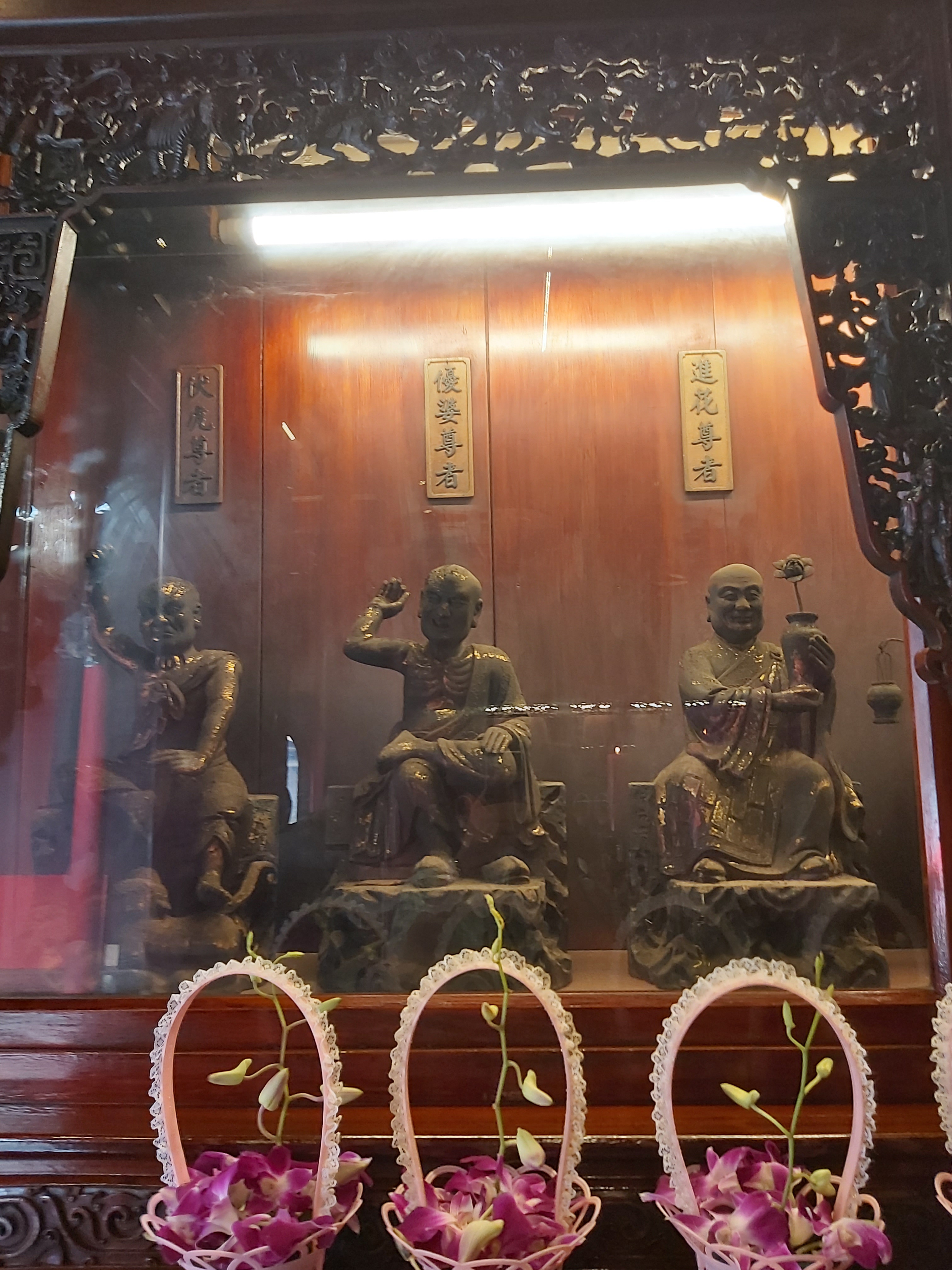
伏虎尊者、優婆尊者、進花尊者

- 左室為凌虛殿（三官殿）奉祀三官大帝，從祀月老星君。
- 右室為聚奎閣（文昌殿）奉祀文昌帝君、大魁夫子、朱衣星君、文衡聖帝、孚佑帝君等五文昌。
- 後殿中堂聖父母殿，奉祀媽祖的林氏父母雙親和其兄姊妹。其父積慶衍澤公、母積慶夫人、兄靈應仙官、姐慈惠夫人。
- 後堂為光明殿，奉祀三寶佛：釋迦如來、彌陀如來、藥師如來。三佛像前並奉觀音菩薩及天上聖母金身。
- 左廂為註生娘娘殿，奉祀註生娘娘，配祀婆姐。
- 右廂為雙公殿，奉祀土地公和境主公。
- 後殿左室為開山堂，奉祀朝天宮歷代住持與自開山樹璧和尚法脈傳下眾比丘僧侶之蓮座祿位。
- 後殿右室為神房，存放鑾駕儀仗。

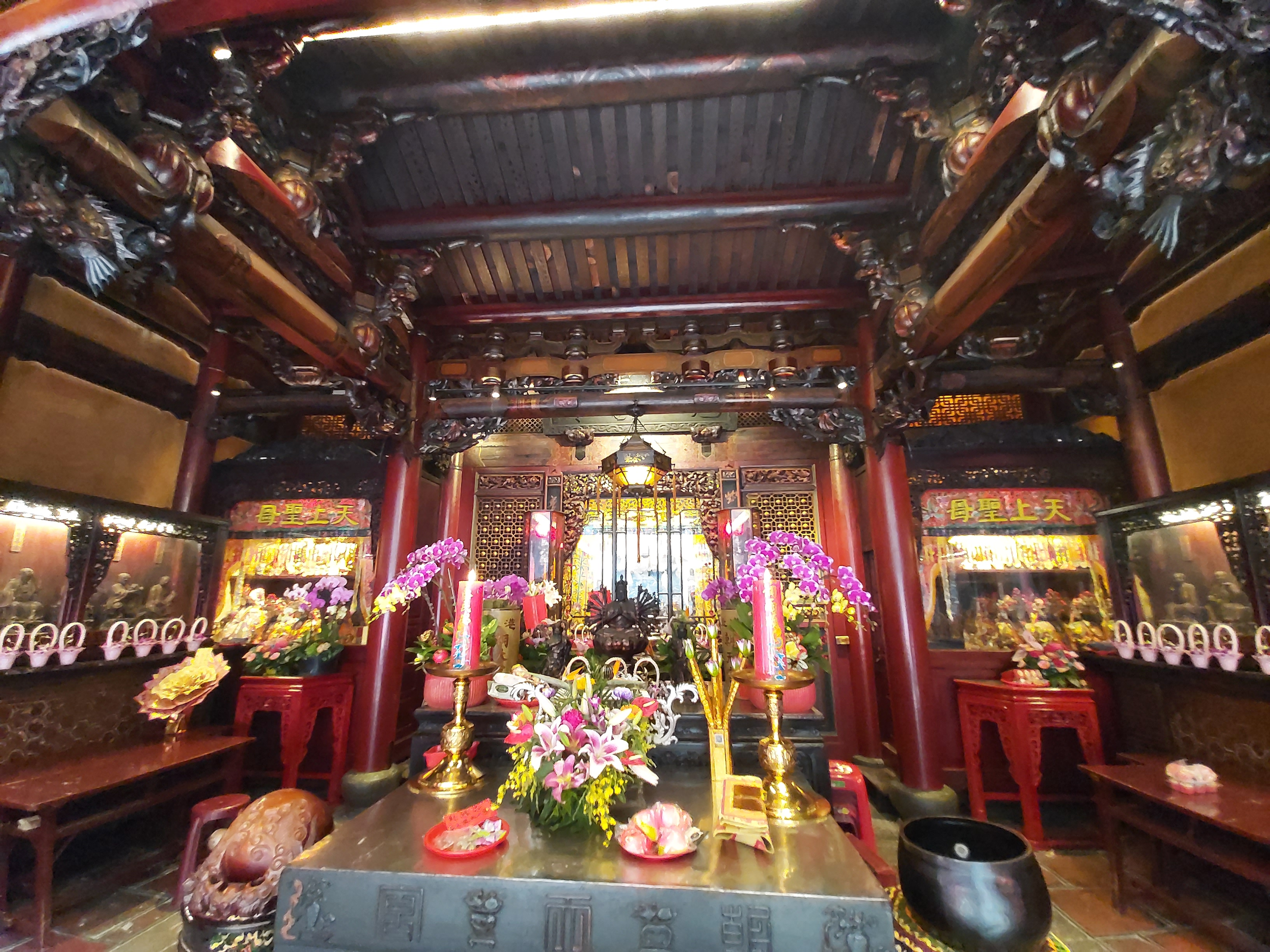
觀音殿
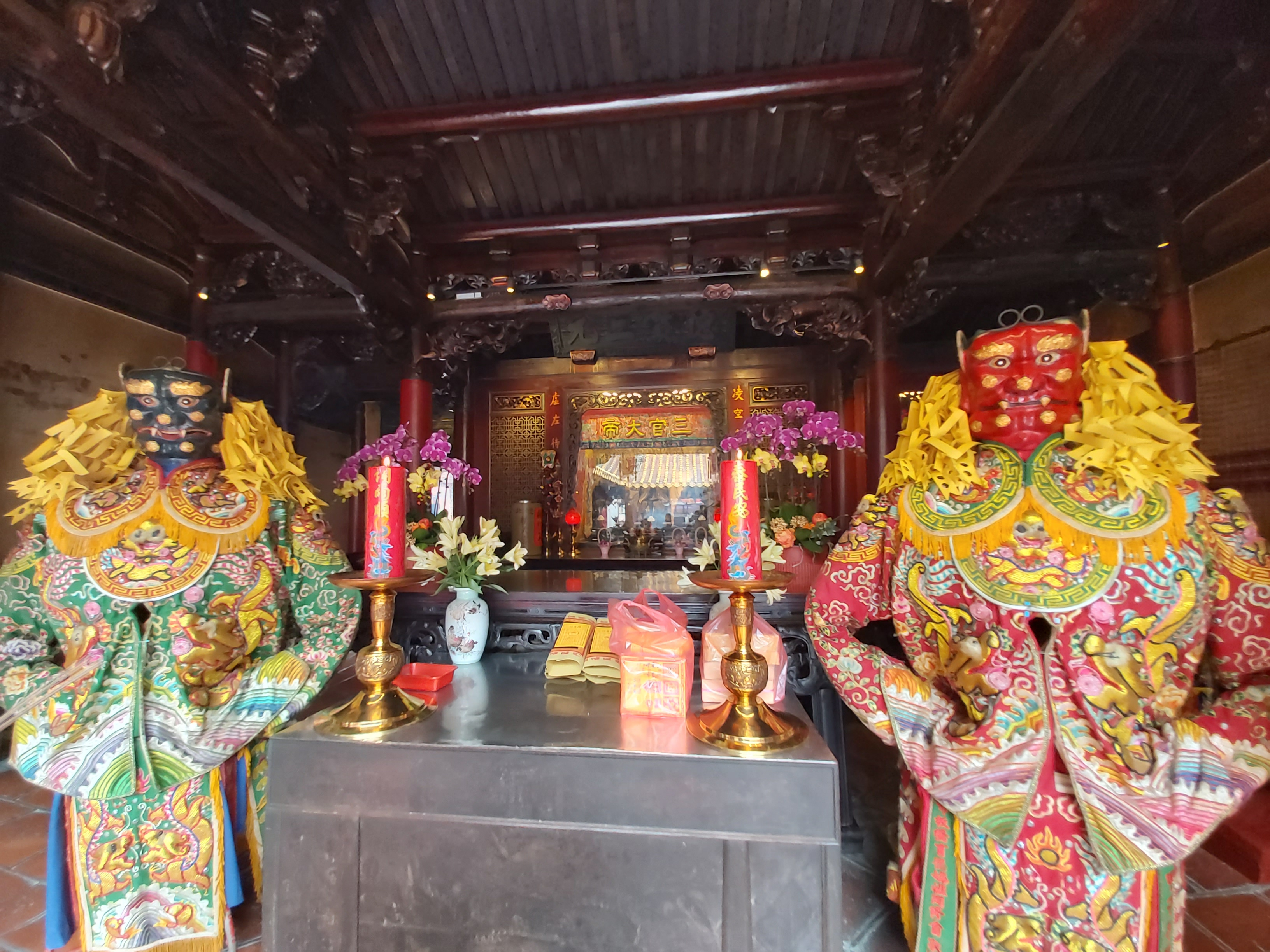
三官殿
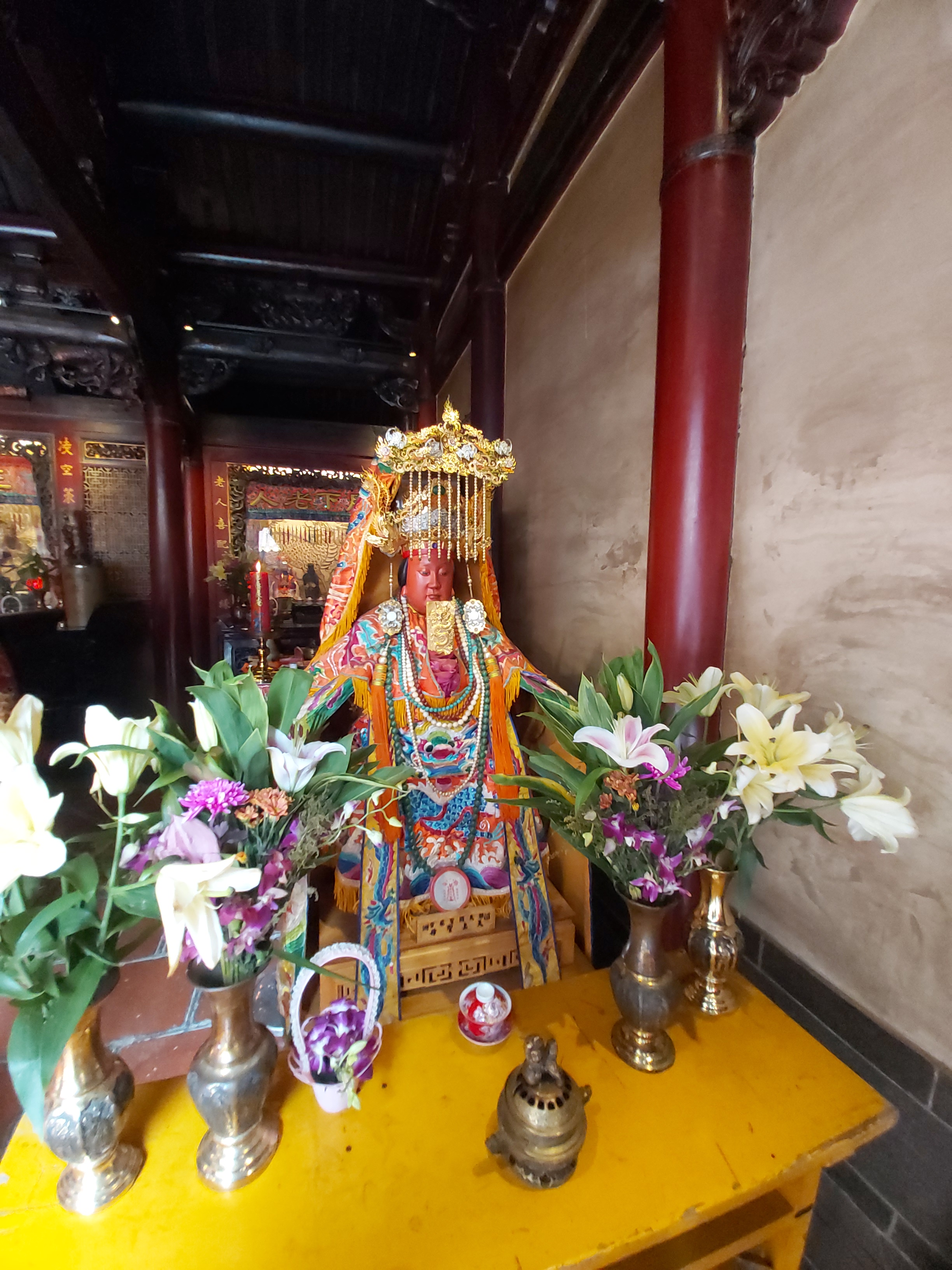
湄洲媽祖
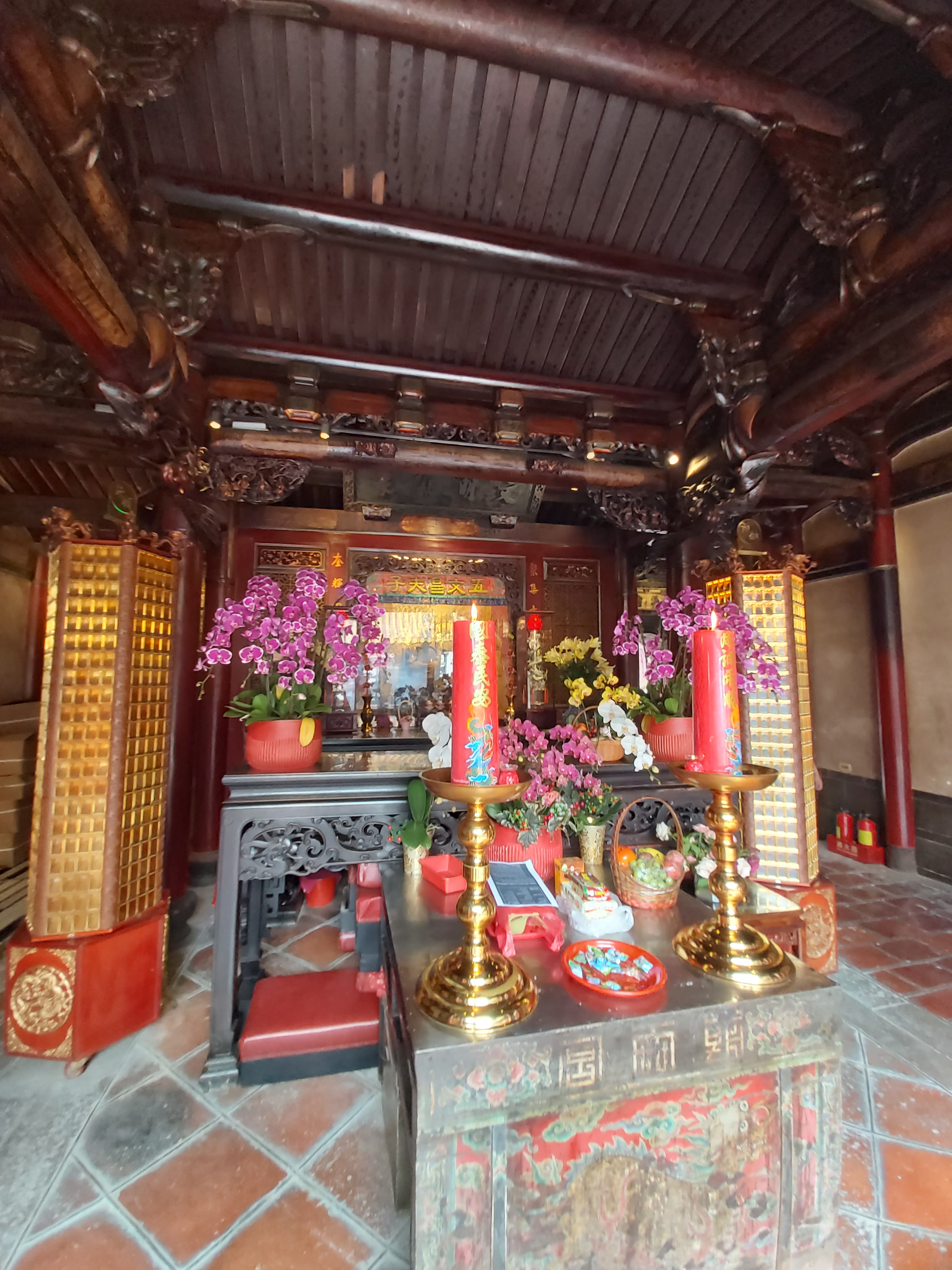
文昌殿
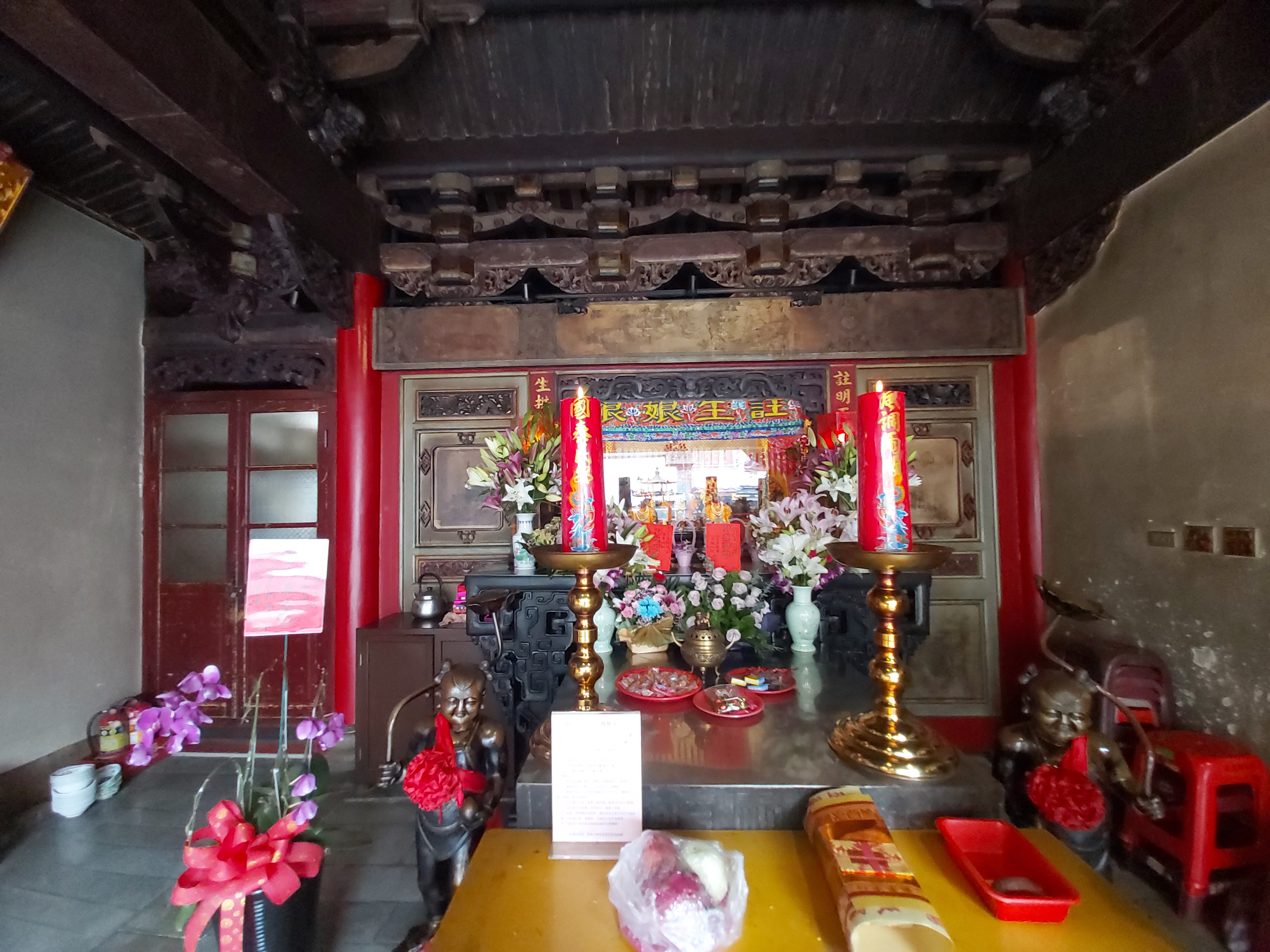
註生娘娘殿
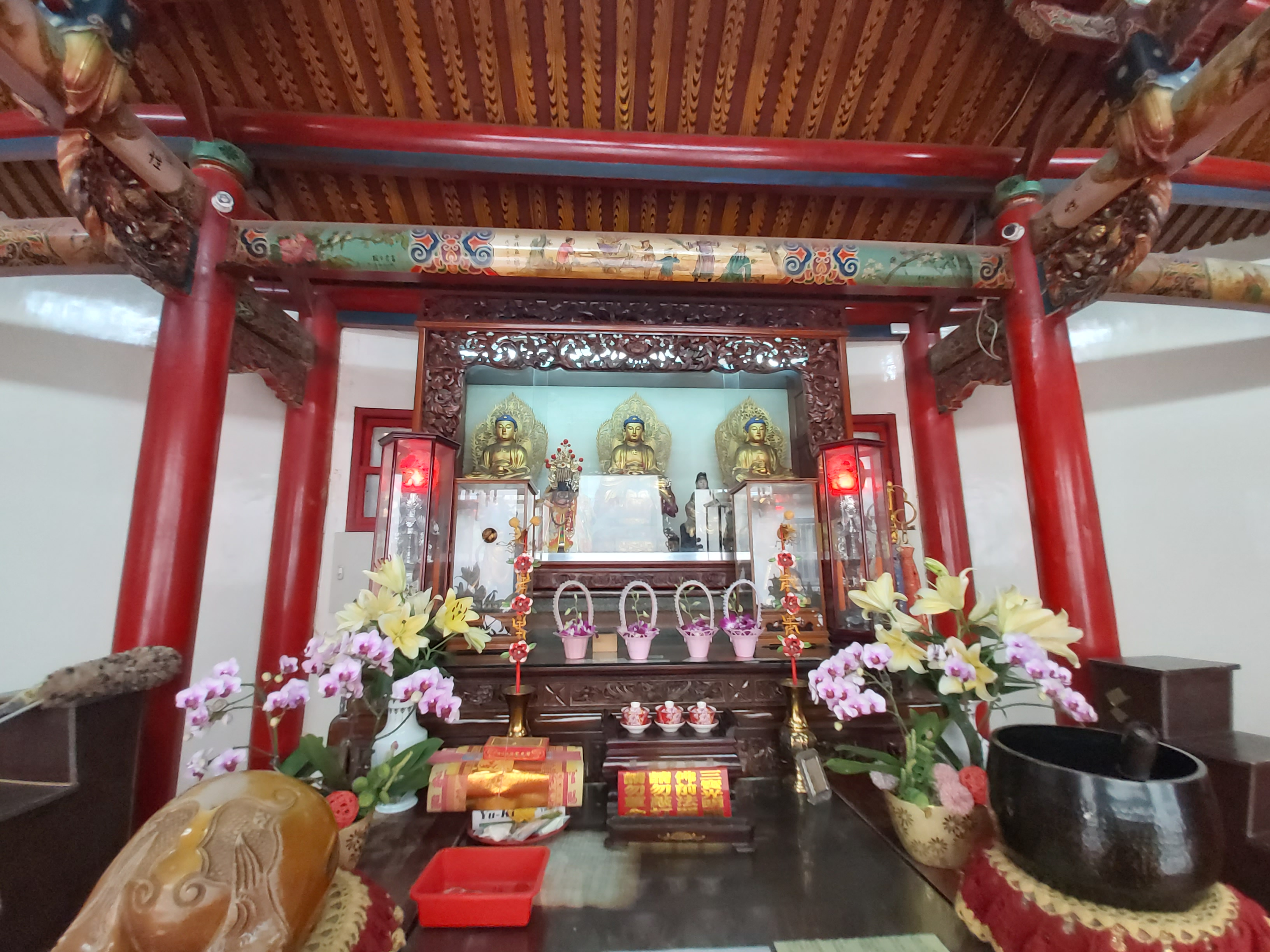
光明殿

## 文化資產
| 名稱                | 公告日期         | 公告文號           | 類別 |
| ------------------- | ---------------- | ------------------ | ---- |
| 國定古蹟-北港朝天宮 | 民國74年11月27日 | 原台閩地區二級古蹟 | 古蹟 |

| 名稱             | 公告日期                          | 公告文號                   | 類別             |
| ---------------- | --------------------------------- | -------------------------- | ---------------- |
| 北港朝天宮迎媽祖 | 民國97年7月11日                   | 府文資字第0972400906號     | 民俗             |
| 北港朝天宮迎媽祖 | 中華民國99年6月18日               | 會授資籌三字第0992006193號 | 重要民俗         |
| 北港進香         | 民國106年8月28日 民國113年3月15日 | 府文資二字第1063808810Ａ號 | 民俗 重要民俗    |
| 北港進香起火坩   | 中華民國111年1月22日              | 府文資二字第1113805823B號  | 文化資產保存技術 |

| 名稱                             | 公告日期         | 公告文號                             | 類別 |
| -------------------------------- | ---------------- | ------------------------------------ | ---- |
| 北港朝天宮祖媽轎                 | 民國106年9月27日 | 雲林縣政府 府文資二字第1063809836B號 | 古物 |
| 北港朝天宮「慈雲灑潤」匾         | 民國106年9月27日 | 雲林縣政府 府文資二字第1063809836C號 | 古物 |
| 北港朝天宮萬年香火爐             | 民國107年2月2日  | 府文資二字第1073800872B號            | 古物 |
| 北港朝天宮進香旗(道光貳拾陸年款) | 民國107年2月2日  | 府文資二字第1073800872E號            | 古物 |
| 北港朝天宮進香旗(光緒拾陸年款)   | 民國107年2月2日  | 府文資二字第1073800872D號            | 古物 |
| 北港朝天宮進香旗(光緒拾玖年款)   | 民國107年2月2日  | 府文資二字第1073800872C號            | 古物 |

其他附屬文化資產：
| 保存單位             | 名稱                                         | 公告日期                         | 公告文號                                            | 類別         |
| -------------------- | -------------------------------------------- | -------------------------------- | --------------------------------------------------- | ------------ |
| 北港金聲順           | 北港金聲順開路鼓                             | 民國106年8月18日                 | 府文資二字第1063808307A號                           | 傳統表演藝術 |
| 北港金聲順           | 北港金聲順鼓亭                               | 民國103年2月5日                  | 府文資字第1037400920A號                             | 古物         |
| 北港金聲順           | 北港金聲順鑼槓                               | 民國103年2月5日                  | 府文資字第1037400920A號                             | 古物         |
| 北港金聲順           | 北港金聲順錫爐                               | 民國103年2月5日                  | 府文資字第1037400920A號                             | 古物         |
| 北港金聲順           | 北港金聲順樂器(大鑼、中鑼、小鑼及鈸)         | 民國104年9月15日                 | 府文資二字第1047408517B號                           | 古物         |
| 北港集雅軒           | 北港集雅軒繡製綵旗                           | 民國103年2月5日                  | 府文資字第1037400922A號                             | 古物         |
| 北港集雅軒           | 北港集雅軒督隊旗                             | 民國103年2月5日                  | 府文資字第1037400922A號                             | 古物         |
| 北港集雅軒           | 北港集雅軒西秦王爺泥塑神像                   | 民國104年9月15日                 | 府文資二字第1047408516B號                           | 古物         |
| 北港集雅軒           | 北港集雅軒蔡裕斛寄贈彩旗                     | 民國107年1月30日                 | 府文資二字第1073800870B                             | 古物         |
| 北港集雅軒           | 北港集雅軒弔喪旗                             | 民國107年1月30日                 | 府文資二字第1073800870C                             | 古物         |
| 北港飛龍團           | 北港飛龍團大龍旗                             | 民國102年4月1日 民國112年12月1日 | 府文資字第1027402765A號 文授資局物字第11230119991號 | 古物重要古物 |
| 北港飛龍團           | 北港飛龍團九龍錫爐                           | 民國103年2月5日                  | 府文資字第1037400921A號                             | 古物         |
| 北港飛龍團           | 北港飛龍團繡製龍皮                           | 民國103年2月5日                  | 府文資字第1037400921A號                             | 古物         |
| 北港飛龍團           | 北港飛龍團錫爐                               | 民國104年9月15日                 | 府文資二字第1047408518B號                           | 古物         |
| 北港震威團           | 北港震威團飛虎旗                             | 民國106年9月26日                 | 府文資二字第1063809808B號                           | 古物         |
| 北港金福順荖葉檳榔鋪 | 北港金福順荖葉檳榔鋪朝天宮天上聖母大旗       | 民國107年1月30日                 | 府文資二字第1073800865B號                           | 古物         |
| 雲林縣莊儀團協會     | 北港莊儀團千耳眼爺公 (chhian-ní-gán-iâ-kong) | 民國111年1月22日                 | 府文資二字第1113805822B號                           | 民俗         |

## 軼事

### 井上媽
據說樹壁和尚將中國湄洲媽祖祖廟朝天閣中的媽祖神像請至笨港（今雲林縣北港鎮）後，曾在一處古井下休息，就暫時將媽祖神像安置於古井上，不過後來當樹壁和尚要動身離開時，媽祖神像卻再也搬不動。後來經過擲筊請示，得知媽祖欲在此地建廟，而造就了今日的朝天宮。傳說今朝天宮鎮殿媽祖正下方，即為當年古井所在。

### 總督匾
本廟享有全臺之盛名，信徒無數，故地方仕紳、大老或主政者到此參拜，是一種贏得民心的方式，故本廟有許多政要，甚至總督所獻之匾額。日治時代，第一位到北港朝天宮參拜的臺灣總督是佐久間左馬太（1914年，大正三年），獻匾「享于克誠」；另一位臺灣總督石塚英藏，獻匾「神恩浩蕩」。石塚在位時正在建築基隆港、高雄港及東線鐵路，施工上遇到許多困難，因此到媽祖廟祈求，工程果然順利完成，因此他又到北港朝天宮答謝天恩。

### 孝子釘
在清朝道光年間，泉州府南安縣的蕭姓人士，被後人稱作「蕭孝子」，跟他的母親一起從唐山來臺灣找尋父親，在渡海的過程中，母親卻被大浪沖走，到了臺灣時，他同時得尋找父親與母親。這時他到了笨港的媽祖廟，向廟裡的媽祖祈求能早日找到他的父母親，他看到地上有一根粗的鐵釘，於是他便向媽祖請求如果能找到他的父母，就讓這根鐵釘能釘入花崗岩之中，他徒手將鐵釘往地上釘去，鐵釘應聲釘入堅硬的花崗石中。這個消息傳遍了笨港，許多人紛紛幫他打聽他的父母的下落。終於在麥寮找到了他的母親，隨後在鹿港找到了父親。目前孝子釘就在北港朝天宮觀音殿前面的石階中央。

## 信仰活動

### 北港迎媽祖
清朝時期，笨港信眾感念媽祖聖德，由於是臨濟宗樹璧和尚自湄洲祖廟朝天閣奉請來臺，遂由笨港口渡海至湄洲謁祖進香，回程則由臺南安平港登陸，三月十九日回抵笨港，同時舉行盛大的祭典與繞境。甲午戰爭後，臺灣割讓日本，無法前往湄洲謁祖，惟地方信眾為紀念此例，仍於十九、二十日恭請天上聖母出巡古笨港境域，其中，十九日出巡笨南港（今新港鄉南港村）至南壇水月庵折返，二十日則出巡笨北港至新街北壇碧水寺折返。時至今日，「北港迎媽祖」已成為全國著名的盛事，組織也十分龐大，加上熱鬧的藝閣遊行也吸引許多民眾和孩童參與。
「北港迎媽祖」即北港媽祖遶境活動，一年總共進行兩次，一次於農曆正月15日進行，另一次則為農曆3月19日、20日的遶境活動，以後者規模較為盛大，每年農曆3月19、20這兩天，北港家家戶戶都會辦桌請遠方來的親友共同享用美食；在廟口的遶境隊伍出發後，北港街頭鞭炮聲四起，信徒即知道媽祖遶境的祭禮行列出巡了，沿路每戶都會準備香案，水果和金爐恭迎聖駕，這在別處是很少見的。除此之外，還有五光十色的藝閣遊行，藝閣遊行活動由農曆3月19日下午開始持續至農曆3月23日媽祖生日當天(農曆3/19與3/20才有下午場)。
北港朝天宮迎媽祖的信仰禮俗中，首先在2008年7月11日被雲林縣登錄為「民俗及有關文物」，2011年4月21日受中華民國行政院文建會指定為國家重要民俗的「北港朝天宮迎媽祖」，同年北港媽祖遶境舉辦授證儀式，並由北港朝天宮董事長蔡咏鍀代表保存團體受證。
為何北港目前以農曆3月19、20這兩天的迎媽祖最為盛大，其實過去曾以元宵節較盛大，乃經過日本時代的變革，才逐漸變成今日面貌。
在日治初期遶境規模較小的農曆3月19日活動應承襲自清代北港媽祖至臺南大天后宮作客，回鑾後遶境祈安植福。在1915年北港朝天宮與臺南大天后宮出現磨擦之後（糖郊媽事件），導致兩廟交流中斷，仍維持農曆3月19日規模較小的遶境活動。
而日治之前，推測北港朝天宮原有農曆正月15日祭典。順應這樣的傳統，1912年廟宇重修落成後舉行建醮大祭，地方官員與仕紳體驗到媽祖祭典對地方經濟帶來的效果，於1915年、1916年左右定下正月15日至17日舉行三天遶境活動之慣例。這個活動隨著地方經濟的活絡而逐年擴大，為今日留下當年製作的神轎、鼓亭、大旗等文化資產。
1930年代在移風易俗的大環境氣氛下，正月15日三天的繞境活動先於1933年被縮短為兩天。至1935年，決定將正月15日的活動變更到農曆3月19日、20日兩天，原正月15日則舉行為期一天之小規模遶境，乃與今日北港朝天宮舉行的遶境時間相同。至1938年，因戰爭爆發，再度縮小農曆3月19日遶境活動僅留存一天。在戰爭結束前，應曾有一時停止媽祖繞境活動，直到戰後才再逐漸恢復昔日媽祖遶境盛況。
關於1935年決定變更遶境時間的理由，報載說明乃基於元宵時天氣仍然寒冷，各團體準備不及所致。若對照日人作息時序發現，變更到農曆3月的理由或許與日本以陽曆4月為年度起始的作息時間有密切關係。在臺灣社會不斷日本化的過程中，落在陽曆4月中至5月初的農曆3月19日因而取代落在2月中至3月初的上元慶典，成為北港朝天宮一年當中最主要的遶境慶典活動。

### 彰化南瑤宮笨港進香
南瑤宮香火由楊謙自古笨港天后宮攜來，基於飲水思源，遠在清朝嘉慶年間(西元1814年)，信徒定期會前往古笨港天后宮進香，同時探望楊謙後代。
笨港進香活動在日治時期即有10萬人徒步往返的記錄：昭和 10 年(民國 24 年，1935年)南瑤宮重建竣工，舉辦大規模進香活動，當時報刊《臺灣日日新報》即以「彰化赴北港參拜媽祖」為標題，內文提及「中臺灣名剎彰化南瑤宮媽祖廟正殿新建工程已告竣工，決定於18日往北港媽祖廟參拜，當日10餘萬信徒奉神輿行列市內遊行後出發…。」
肇始於清朝嘉慶年間(西元1814年)的笨港進香活動，延續迄今已跨越兩個世紀，對於媽祖信仰文化的傳承弘揚，一直扮演著舉足輕重的角色，不僅是臺灣歷史上第一個進香團，更曾是臺灣史上規模最大的進香活動。
笨港進香曾在民國70至90年代，改為乘坐車輛的3天2夜方式，直到民國103年才又恢復徒步7天6夜舊制，4年來活動規模逐年擴大，使得傳襲2世紀的質樸進香儀典完整重現；漫漫古香路回溯了移民的墾拓路徑，亦提升其信仰圈內的信仰大眾對於自身文化價值的意識。
深具原生性的繁複祭祀儀典，是媽祖信仰在地發展的珍貴文化資產；逐漸擴大的活動規模，也是民間信仰隨著社會變遷而演化的重要實例。在所有媽祖進香遶境活動中，南瑤宮笨港進香擁有歷史最久、最具文化內涵的祭祀儀典，也在人與人的匯集交流中，展現了最真摯樸實的鄉土風情。
南瑤宮笨港進香堪稱台灣進香文化的濫觴，延續至今約205年以上，是一個多元歷史、社會、文化融合的縮影，更是台灣先民文化的探求視鏡；沒有過多的商業渲染，只有文化的深層保存，足為中台灣最重要的無形文化資產之一。

### 白沙屯媽祖進香

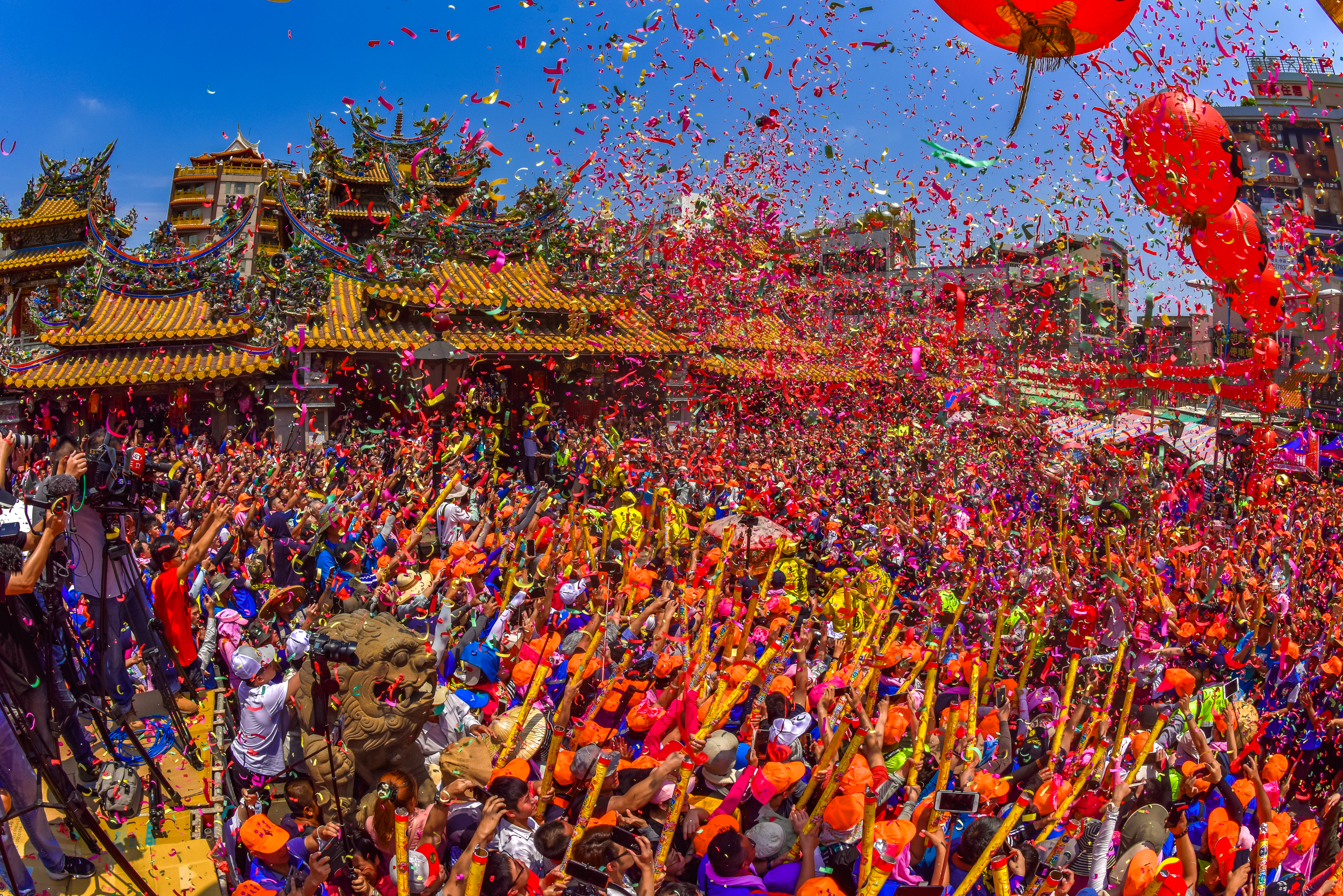
2019年4月，白沙屯媽祖進香朝天宮的熱鬧景象

通霄鎮白沙屯拱天宮每年以徒步的方式至北港朝天宮求取北港媽祖的萬年香火，來回約四百公里，至今已經有200年的歷史。只有起駕日、刈火日與回宮日是由廟方每年農曆十二月十三日在擇日的前三天，皆會在廟前設香案稟天三日，子時一到在主委的帶領下，向天公稟告將於三日後，為明年的進香活動擲筊擇定日期，而途中路線及日程全由媽祖指示鑾轎前進，堪稱為全臺最特殊的進香隊伍，近年人氣迅速竄升，已成為全臺矚目的一大宗教盛事。

### 七媽會
1917年，為慶祝台中車站落成並祈福，臺中樂成宮與臺中萬春宮主辦名為「五媽會」的共同祭祀活動，並邀請新港奉天宮、北港朝天宮、彰化南瑤宮、鹿港天后宮、梧棲朝元宮等五間媽祖廟參與，因兩間主辦及五間參與皆為媽祖廟，故也稱為「七媽會」。
2017年7月14日至16日間則由臺中市政府與鹿港天后宮外之六間廟共同發起舉辦「台中百年媽祖會」，六廟之媽祖依照百年前座次駐駕於台灣體大體操館前行宮，鹿港天后宮之位置則空下。期間並伴隨誦經祭祀、祈安遶境、文化嘉年華等活動，其中遶境係由行宮出發，行經萬春宮、台中火車站等地，約於中午抵達樂成宮，下午再由樂成宮出發返駕行宮；文化嘉年華則包含展覽、市集、戲劇及陣頭表演、媽祖電影放映等。

### 水陸法會
2020年全球逢新型冠狀病毒之故，北港朝天宮請示天上聖母，特以佛教最高祭典禮儀，舉行建廟首屆水陸普度大齋勝會，且邀請全台各大宮、廟、寺之神祇共赴法會，為全球蒼生祈福。
2021年辛丑年法會之際，特別迎請天上聖母三媽正駕、五媽副駕、鎮海媽搭乘台鐵環台，途中且安排北部、東部、南部宮廟駐駕賜福，再回到北港朝天宮舉辦水陸大法會，連結全台宮廟之心，法師率眾等齊誦經祈福，為臺灣、為全球蒼生祈求除疫息災、安康富順；為歿者祈求拔薦超脫、安詳自在。

## 組織成員

### 繞境組織
由目前朝天宮所保存的最早神輿為道光年間，因此可推估「北港迎媽祖」活動至少已有200年以上歷史，而早期並無完整組織與規劃，直至18世紀初才有轎班會組織出現。而轎班會在遶境活動中，扮演了重要的角色，負責護駕媽祖與眾神出巡，時至今日，北港轎班會組織已有多達11個，且有完整制度與組織，甚至會員人數破百，可說是相當龐大。
| 祀奉神明          | 會名         | 創立年份 | 創會沿革 |
| 祖媽              | 金順盛轎班會 | 1910年   | 不吃炮，僅於轎前燃放。由於湄洲開山祖媽年代久遠，為保護神像，因此由副祖媽負責登轎遶境。1912年，因祖媽所乘之鑾轎老舊，地方仕紳遂集資禮聘漳派木雕名匠陳應彬大師設計了一頂六儀鑾轎，舊神輿則送予二媽使用，祖媽轎雕工精細，巧奪天工，轎前螭虎藏字之工法更是絕妙，曾代表北港參與「日本雕刻博覽會」，獲得入圍殊榮。而第二代鑾轎於1964年仿第一代鑾轎打造，於2020年贊境艋舺青山宮後，與第一代鑾轎一同收藏保存。現在所使用是第三代鑾轎，由朝天宮耗資千萬，集結十位匠師，耗時八年半精心打造，於2019年完工，2021年正式啟用。 |
| 二媽              | 金順安轎班會 | 1811年   | 不吃炮，僅於轎前燃放。因二媽會成員認為不應於轎底燃放鞭炮，恐驚動神駕，因此不接受吃炮。北港二媽為開山住持樹璧和尚奉請來臺的湄洲媽祖最早分身，因此也可稱之「笨港媽祖」。二媽會為各轎班會中組織最為龐大，與三媽會同時成立。因二媽會法器為鐘，三媽會法器為鼓，因此有句俗諺「鐘到，鼓到，媽祖到」。 |
| 三媽              | 金盛豐轎班會 | 1811年   | 吃炮，可於轎底燃放。北港三媽靈驗無比，聲名遠播，因此清朝晚期，由臺南祀典大天后宮恭請三媽神像遶境府城，即是「北港媽落府」（府城迎媽祖）活動，後因糖郊媽事件爭議，大天后宮新刻「鎮南媽」神尊代替三媽遶境，北港與府城交流遂中斷多年，法器為鼓。 |
| 四媽              | 金安瀾轎班會 | 1912年   | 不吃炮，僅於轎前燃放。原本接受吃炮，2021年為保護聖母金身永流傳，自該年起不再於轎底燃放鞭炮。因信徒日益增長，各地迎請北港媽祖需求增加，因此雕刻四媽與五媽神尊因應，也一併成立轎班會。 |
| 五媽              | 金豐隆轎班會 | 1911年   | 吃炮，可於轎底燃放。由從事藤業的陳韞先生發起創立，早期僅限北港人加入，後來也開放外地人士加入，近年剛逾百年。 |
| 六媽              | 金順崇轎班會 | 1938年   | 吃炮，可於轎底燃放。六媽會的起源大致與三媽會有一年因故無法參與遶境有關，但主要有兩種說法。第一種說法，日治時期，日本政府認為遶境是迷信的代表，因此開始限制宗教活動。昭和十三年，當時三媽會會員決議不參加遶境，王金島先生認為此例一開，日後將無人扛轎，因此於廟口召集十多個人，於三月十九出廟遶境，三媽會轎班眼見別人欲取代自身扛轎權利，因此下午又堅持抬轎，三媽轎即由轎班抬走，使得王金島先生所組成轎班無轎可抬，後朝天宮得知王金島等人的熱心，因此另外出一頂神轎和媽祖讓他們參與遶境，這尊媽祖即成為「六媽」因肇因於三媽會，又稱為「新三媽會」。第二種說法，大正初年，三媽應邀到府城參與共進會（商展），府城信眾找了藉口留下三媽，造成北港無三媽可迎，管委會和信眾覺得遶境無三媽會失色不少，以及可能影響商家生意，遂由王金島先生組成新三媽會，替代三媽遶境，後三媽會恢復遶境，新三媽會則改名六媽會。 |
| 中壇元帥          | 金垂髫轎班會 | 1946年   | 不吃炮，僅於轎前燃放。早期由北港義勇消防隊隊員組成，遶境時由青少年主要負責扛轎，這群青少年身圍肚兜，頭戴金垂髫飾帶，由於木製神輿沉重，因此新打造一頂較輕的藤轎。朝天宮鎮殿中壇元帥因年代已久，坐轎出巡恐神像有損，因此由正、副爐太子爺負責出巡遶境。 |
| 三官大帝          | 金凌虛轎班會 | 2010年   | 吃炮，可於轎底燃放。民國九十九年，地方善信有感於朝天宮各殿均有成立轎班會，而三官大帝配祀於朝天宮凌虛殿，百年來卻未能與聖母一同遶境賜福，實為憾事。因此特於三官大帝案前擲筊，獲五聖筊首肯，於民國一百年正式成立，為創立時間最晚轎班會，只參與上元祈安遶境，不參加三月十九、二十日遶境。 |
| 註生娘娘          | 金瑞昭轎班會 | 1991年   | 不吃炮，僅於轎前燃放。於民國八十年成立，九十年起才開始參與遶境。會內多為女性會員，故並未乘坐沉重的木雕神轎，改由較輕的藤轎，遶境時也多由女性扛轎。 |
| 笨港境主 福德正神 | 金福綏轎班會 | 1925年   | 吃炮，可於轎底燃放。雖神轎滴水上書寫福德正神，但轎內乘坐著兩位神明，一位是福德正神（土地公），另一位就是笨港境主（境主公、城隍爺），是掌管笨港境內的土地神祇，也具有財神的職責。因福德正神配祀神為文武二判官，因此早期有八家將護衛開路，但現今已解散。 |
| 虎爺公            | 虎爺會       | 1694年   | 吃炮，可於轎底燃放。北港有句俗語「暗街仔暗眠摸，溪仔底虎爺公」，表示虎爺會的前身源自於溪仔底（今北港博愛路，於民主路和中正路之間的路段），因此每當虎爺神轎經過此路段時，需採用「顛轎」方式前進，並齊喊「風來，虎嘯」以感念先賢的無私奉獻，溪仔底有虎爺街之稱，因早期治安不佳，當地居民成立武館自保，並從原鄉恭請威武的虎爺將軍祭祀，以信仰團結地方信眾。 |
| 千順將軍          | 莊儀團       | 1927年   | 不吃炮，可於行走間兩旁施放。千順將軍走在六位媽祖前，負責為媽祖開路。操作神將人員統一穿著紅褲及古式鞋子，手臂前後晃動，搭配腳步，讓將軍既莊嚴又威風凜凜，神將頭上繫有一大串黃色篙錢，與神轎上五彩的篙錢有所分別，據說神將行進中自然掉落的篙錢具有保平安、收驚的效果。莊儀團分靈遍佈海內外，甚至在美國、日本等國皆有分會。北港的千順將軍極具特色，與其他地方的顏色、形象上大不相同，紅臉合嘴的是千里眼將軍，又稱金精將軍，可以眼觀千里，據說張嘴會吃掉百姓錢財，故為合嘴造型；青臉開嘴的是順風耳將軍又稱水精將軍，因為土代表錢財，張嘴造型代表吐財。也有一說媽祖是觀音化身，千順將軍可替媽祖「觀千里災難，聽音救諸苦」，兩者結合，正符合「觀音」。 |

### 歷代住持
北港朝天宮與許多臺灣早期媽祖廟一樣，同樣由佛教臨濟宗僧侶建立。清朝時期，禪宗僧侶不拘於佛寺，常在一般民間信仰寺廟擔任住持，甚至傳法傳徒。北港朝天宮的臨濟宗僧侶系統自開山住持樹壁和尚開始，共傳17代，為臺灣早期臨濟宗的重要傳法地點，第九代住持頓超和尚（朝天宮第16代僧侶）逝世後，第17代僧侶松茂和尚早逝；松林和尚年幼而請家人帶回，自此朝天宮之樹壁和尚法脈中止。但寺廟仍先後聘請同屬臨濟宗法脈之臺南竹溪寺及高雄元亨寺法師擔任住持，而朝天宮之刈火、開光、三元法會、焰口施食亦由上述兩佛寺派佛教法師主持至今。
| 任別     | 和尚     | 任期                                                | 備註 |          |
| 歷代住持 | 歷代住持 | 歷代住持                                            | 歷代住持 | 歷代住持 |
| -------- | -------- | --------------------------------------------------- | --- | -------- |
| 第1代    | 樹壁和尚 | 康熙39年（1700）到康熙49年（1710）                  | 開山住持，臨濟宗第34代傳人，北港朝天宮第1代僧侶。生卒年不詳。 |          |
| 第2代    | 能澤和尚 | 康熙49年（1710）到乾隆53年（1788）                  | 臨濟宗第35代傳人，北港朝天宮第2代僧侶。兼任彰化縣總持司。生年不詳，乾隆53年圓寂。 |          |
| 第3代    | 志心和尚 | 乾隆53年（1788）到乾隆60年 嘉慶9年（1804）間        | 臨濟宗第37代傳人，北港朝天宮第4代僧侶。生卒年不詳。 |          |
| 第4代    | 浣衷和尚 | 乾隆60年（1795） 嘉慶9年（1804）間至道光4年（1824） | 乾隆30年（1765）出生，道光4年圓寂。臨濟宗第39代傳人，北港朝天宮第6代僧侶。 |          |
| 第5代    | 瑞合和尚 | 道光4年（1824）至咸豐7年（1857）                    | 嘉慶8年（1803）出生，咸豐7年（1857）圓寂。臨濟宗第43代傳人，北港朝天宮第10代僧侶。 |          |
| 第6代    | 振明和尚 | 咸豐7年（1857）至光緒3年（1877）                    | 嘉慶13年（1808）出生，光緒3年（1877）圓寂。臨濟宗44代傳人，朝天宮第11代僧侶。 |          |
| 第7代    | 達聰和尚 | 光緒3年（1877）至光緒10年（1884）                   | 道光29年（1849）出生，光緒10年圓寂。臨濟宗46代傳人，朝天宮第13代僧侶。 |          |
| 第8代    | 添澤和尚 | 光緒10年（1884）至明治43年（光緒26年；1900）        | 咸豐4年（1854）出生，光緒26年圓寂。臨濟宗47代傳人，朝天宮第14代僧侶。 |          |
| 第9代    | 頓超和尚 | 明治43年（1900）至大正12年（民國12年；1923）        | 光緒16年（1890）出生，大正12年（西元1923年，民國12年）圓寂。臨濟宗49代傳人，朝天宮第16代僧侶。北港朝天宮僧侶系統之末代住持。 頓超圓寂後，朝天宮自樹壁和尚延續自頓超和尚的一脈系統中斷，後入臺南竹溪寺僧侶時代。 |          |
| 第10位   | 眼淨和尚 | 大正13年（民國13年；1924）至民國60年（1971）        | 光緒24年（1898）出生，俗名林看，民國60年圓寂。臺南縣下營鄉出身。法脈臨濟宗，師承竹溪寺捷圓禪師，曾於日本京都臨濟學院及中國閩南佛學院學習。兼任臺南竹溪寺、臺南開元寺住持。 |          |
| 第11位   | 然妙和尚 | 民國60年（1971）至民國76年（1987）                  | 大正11年（民國11年、西元1922年）出生，俗名郭錦南，民國76年圓寂。高雄縣梓官鄉出身。法脈臨濟宗，師承朝天宮住持眼淨禪師，於竹溪寺出家。兼任臺南竹溪寺、臺南正覺寺住持。 |          |
| 第12位   | 鴻妙和尚 | 民國76年（1987）至民國82年（1993）                  | 昭和八年（民國22年、西元1933年）出生，俗名姜尊仁，民國82年圓寂。南縣下營鄉出身。法脈臨濟宗，師承朝天宮住持眼淨禪師，於竹溪寺出家。兼任東山龍山寺住持。 |          |
| 第13位   | 常定和尚 | 民國82年（1993）至民國83年（1994）                  | 俗名，出生年不詳，民國92年（2003）圓寂。法脈臨濟宗，師承朝天宮住持然妙禪師。兼任臺南竹溪寺住持。至此臺南竹溪寺僧侶系統結束，進入高雄元亨寺僧侶時代。 |          |
| 第14位   | 菩妙和尚 | 民國85年（1996）至民國93年（2004）                  | 俗名劉雄，法名「悟全」，號「菩妙」。大正10年（民國10年、西元1921年）出生，民國98年圓寂。法脈臨濟宗，師承竹溪寺一淨禪師（1909-1973；與眼淨禪師為同一師門）。兼任高雄元亨寺、楠梓慈雲寺、臺南圓通寺住持。 |          |
| 第15位   | 淨明和尚 | 民國93年（2004）升座                                | 當今北港朝天宮住持。昭和18年（民國32年、西元1943年）出生，俗名劉英治，為前代住持菩妙和尚姪子。師承臨濟正宗之演培禪師（太虛禪師法脈），兼任高雄元亨寺住持（第27代）。淨明法師目前自元亨寺派釋會茂法師，常駐北港朝天宮，主持刈火與開光等宗教儀式。而朝天宮上元、中元、下元三節法會則由元亨寺台北講堂釋會常法師等主持經懺與焰口施食等佛教法會科儀。 |          |

### 董監事會歷任董事長
| 任別               | 姓名               | 任期               | 備註 |                    |
| 董監事會歷任董事長 | 董監事會歷任董事長 | 董監事會歷任董事長 | 董監事會歷任董事長 | 董監事會歷任董事長 |
| ------------------ | ------------------ | ------------------ | --- | ------------------ |
| 第1任              | 王吟貴             | 民國62年至71年     | 日本京都大學經濟系畢業，任雲林縣議會議長及議員。其父王雙為北港富商（布商），王雙為北港朝天宮第七代住持達聰禪師之姪子。雲林縣佛教會理事。 |                    |
| 第2任              | 王吟貴             | 民國62年至71年     | 日本京都大學經濟系畢業，任雲林縣議會議長及議員。其父王雙為北港富商（布商），王雙為北港朝天宮第七代住持達聰禪師之姪子。雲林縣佛教會理事。 |                    |
| 第3任              | 郭慶文             | 民國71年至76年     | 佛教專修道場畢業。中國佛教會理事、臺灣省分會常務理事、雲林縣佛教會理事長。佛法師承竹溪寺一淨禪師，與朝天宮住持菩妙上人同一師門。         |                    |
| 第4任              | 王吟貴             | 民國77年至80年     | 同上。 |                    |
| 第5任              | 曾蔡美佐           | 民國86年至91年     | 曾任立法委員、省議員、雲林縣議員。雲林縣佛教會理事。 朝天宮三百年來第一位女性廟務主持人。                                                |                    |
| 第6任              | 曾蔡美佐           | 民國86年至91年     | 曾任立法委員、省議員、雲林縣議員。雲林縣佛教會理事。 朝天宮三百年來第一位女性廟務主持人。                                                |                    |
| 第7任              | 蔡永常             | 民國91年至94年     | 曾任國大代表、雲林縣議員、雲林縣口湖鄉鄉長、雲林區漁會理事長。中華民國撞球協會職業會會長、榮譽主任委員。世界柯蔡宗親會榮譽顧問。         |                    |
| 第8任              | 曾蔡美佐           | 民國95年至99年     | 同上。 |                    |
| 第9任              | 蔡咏鍀             | 民國99年至今       | 曾任北港鎮民代表會主席、雲林縣體育會棒球委員會主任委員。佛光山中華傳統宗教總會副總會長。世界柯蔡宗親會常務理事。 雲林縣議會副議長        |                    |
| 第10任             | 蔡咏鍀             | 民國99年至今       | 曾任北港鎮民代表會主席、雲林縣體育會棒球委員會主任委員。佛光山中華傳統宗教總會副總會長。世界柯蔡宗親會常務理事。 雲林縣議會副議長        |                    |

### 其他事件
2010年3月31日，朝天宮董事長曾蔡美佐在媽祖神像前下跪哽稱，不滿董監事派系對壘，造成廟務無法推動，要求提前解散董監事會，請內政部接管。曾蔡美佐表示朝天宮有300多年歷史，信徒多，每年香油錢上億元，但朝天宮19位董事當中大致分為3派，也就是董事長曾蔡美佐、副董蕭慧敏，以及曾蔡美佐的弟弟蔡永常之3方派系角力。3年前發生過蕭慧敏告上廟裡的會計。而4年前，為了爭董事長職位，曾蔡美佐和弟弟蔡永常，互不相讓，也被外界形容是姐弟鬩牆，最後曾蔡美佐奪下董事長一職。

## 分靈廟宇
- 臺北朝天宮
- 臺北大安區聖母宮
- 台北聖母宮
- 台北士林區社子無極聖皇殿
- 新北淡水區朝淨媽祖會
- 新北三重區觀世竹山寺
- 新北三重區三和路聖天宮
- 新北新店大坪林顯應祖師廟
- 新北板橋聖天真武宮
- 新北萬里野柳朝天宮
- 宜蘭羅東天后殿
- 桃園市 桃園桃邑慈聖壇
- 桃園中壢仁海宮
- 桃園平鎮廣隆宮
- 桃園八德霄裡玉元宮
- 桃園蘆竹慈母宮
- 桃園新屋天后宮
- 桃園市龜山區大埔振天宮
- 新竹新埔與天宮
- 苗栗竹南中華里社興宮
- 苗栗縣銅鑼天后宮
- 苗栗縣通霄慈后宮
- 苗栗縣苗栗市苗栗天后宮
- 臺中石岡區食水嵙龍興宮
- 臺中清水區壽天宮
- 臺中清水四塊厝朝天宮（為北港朝天宮全台首次分靈）
- 臺中中區幸天宮
- 臺中東區北港朝天宮臺中媽祖會
- 臺中西區朝奉宮
- 臺中南區玉聖宮
- 臺中太平區奉天三聖宮
- 臺中北屯區朝聖宮
- 臺中南屯區黎明天母宮
- 臺中烏日區朝天宮
- 臺中烏日區玉闕朝仁宮
- 臺中梧棲區大肚中堡五十三庄浩天宮
- 彰化北田尾溪畔朝天宮
- 彰化田尾柳鳳鳳聖宮
- 彰化永靖崙美慈聖宮
- 彰化永靖舜天宮
- 彰化埔心羅厝三堯宮
- 南投南投市慈善宮
- 南投南投市和興宮
- 雲林西螺新天宮
- 雲林大埤顯聖宮
- 雲林大埤茄苳腳泰安宮
- 雲林褒忠潮厝潮洋宮
- 雲林二崙龍結庄福德宮玄霛觀道院
- 雲林水林土厝通天宮
- 雲林北港後溝聖平宮
- 雲林口湖下崙福安宮
- 嘉義大林大埔美泰寧宮
- 嘉義布袋安天宮
- 嘉義布袋新塭朝天宮
- 臺南北南化心仔寮天后宮
- 臺南大內內庄朝天宮
- 臺南山上苦瓜寮朝天宮
- 臺南北區紅目寮文靈宮
- 臺南安南區四草大眾廟
- 臺南中西區檨仔林朝興宮
- 臺南中西區烏橋新南宮
- 臺南鹽水大莊天月宮
- 臺南七股三股龍德宮
- 高雄彌陀海尾朝天宮
- 高雄左營豐穀宮
- 高雄朝后宮
- 高雄大樹區久堂慈后宮（巷仔媽）
- 高雄燕巢朝天宮
- 高雄內門區溝坪興天宮
- 高雄旗山朝天宮
- 屏東小琉球朝天宮
- 花蓮花蓮市福慈宮
- 花蓮慈天宮
- 花蓮聖南宮
- 花蓮吉安仁安村聖南宮
- 臺東鹿野東天天后宮
- 臺東賓朗普濟宮
- 臺東朝天宮
- 臺東聯天宮
- 臺東興昌聖母宮
- 上海昆山朝天宮
- 浙江溫州蒼南靈溪媽祖廟
- 福建廈門閩南古鎮朝天宮
- 廣東惠州巽寮天后宮
- 廣東汕尾鳳山天后宮
- 廣東汕尾陸豐福山天后宮
- 廣西桂林榕津天后宮
- 日本神奈川県柄下郡箱根觀音福壽院
- 日本東京都新宿區東京媽祖廟
- 日本青森県下北郡大間稻荷神社
- 馬來西亞吉打州天后宮
- 馬來西亞巴生天后聖母殿
- 美國檀香山天后宮
- 美國加州舊金山朝聖宮
- 南非開普敦朝天宮
- 辛巴威哈拉雷朝天宮

其他包括中國大陸各省、日本、美國、南非、澳洲等20餘個國家和地區都有北港媽分靈，也是全台各地分靈最多的媽祖廟。

## 圖冊

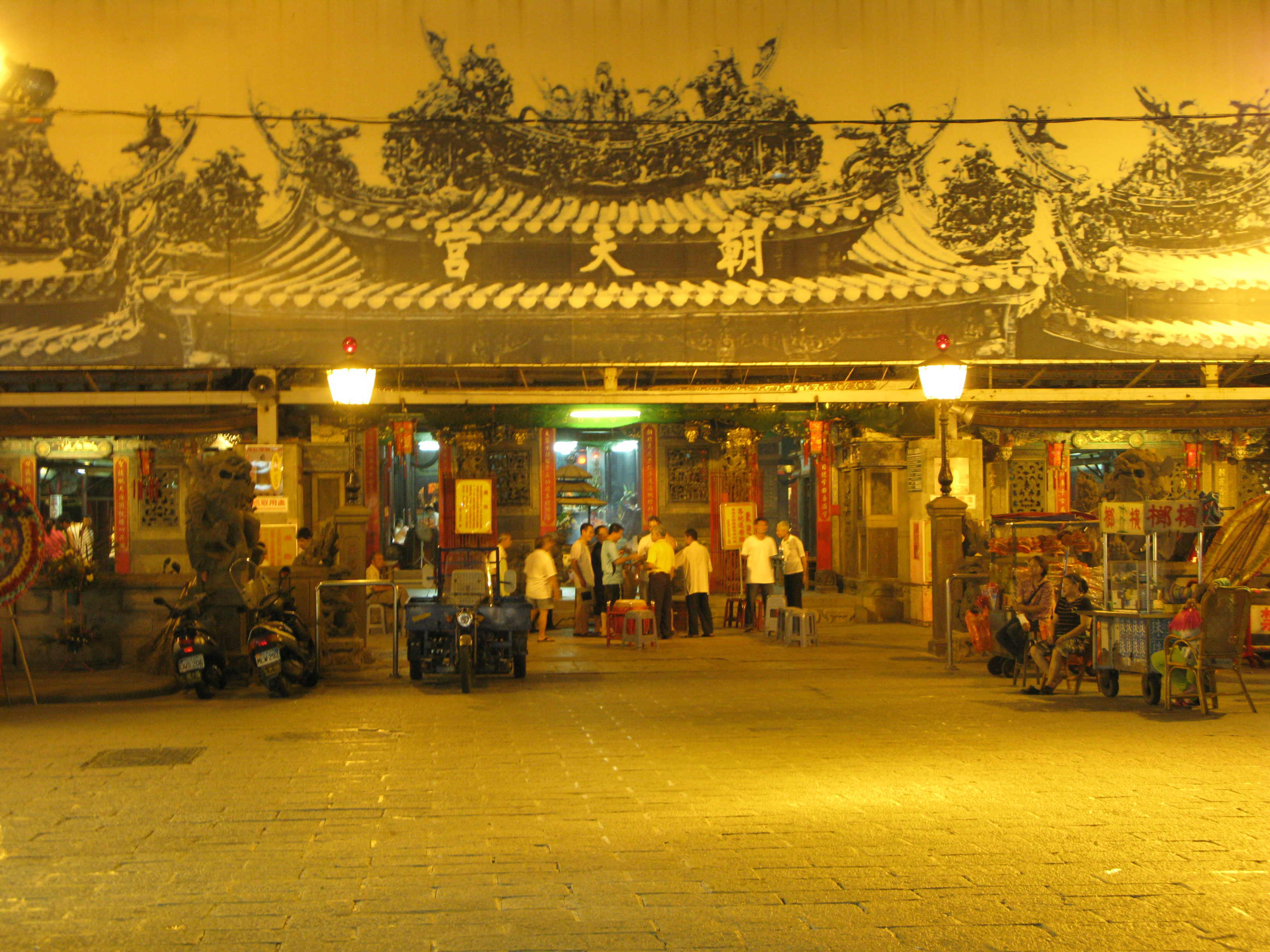
整修中的北港朝天宮夜景
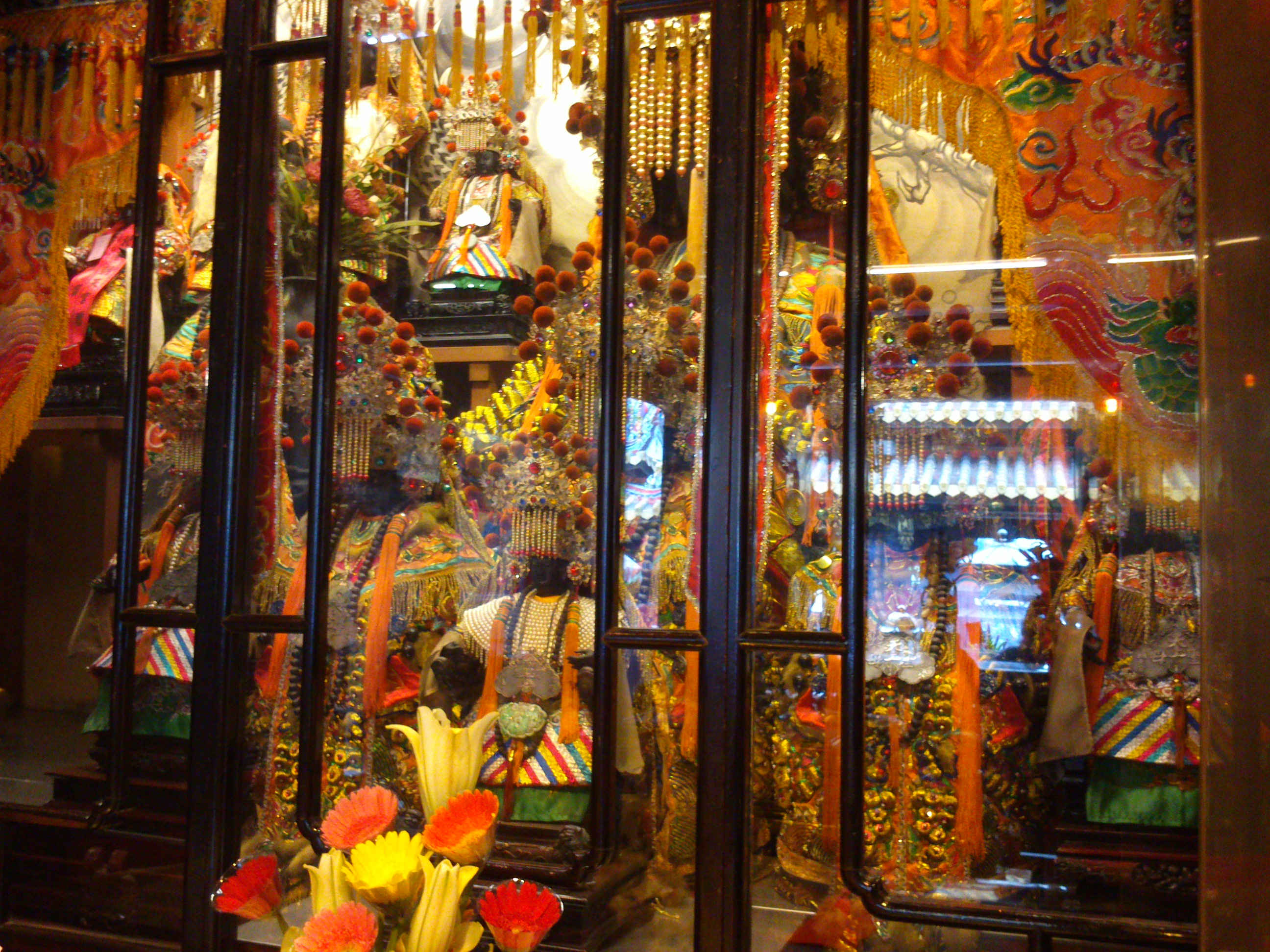
朝天宮正殿媽祖近照
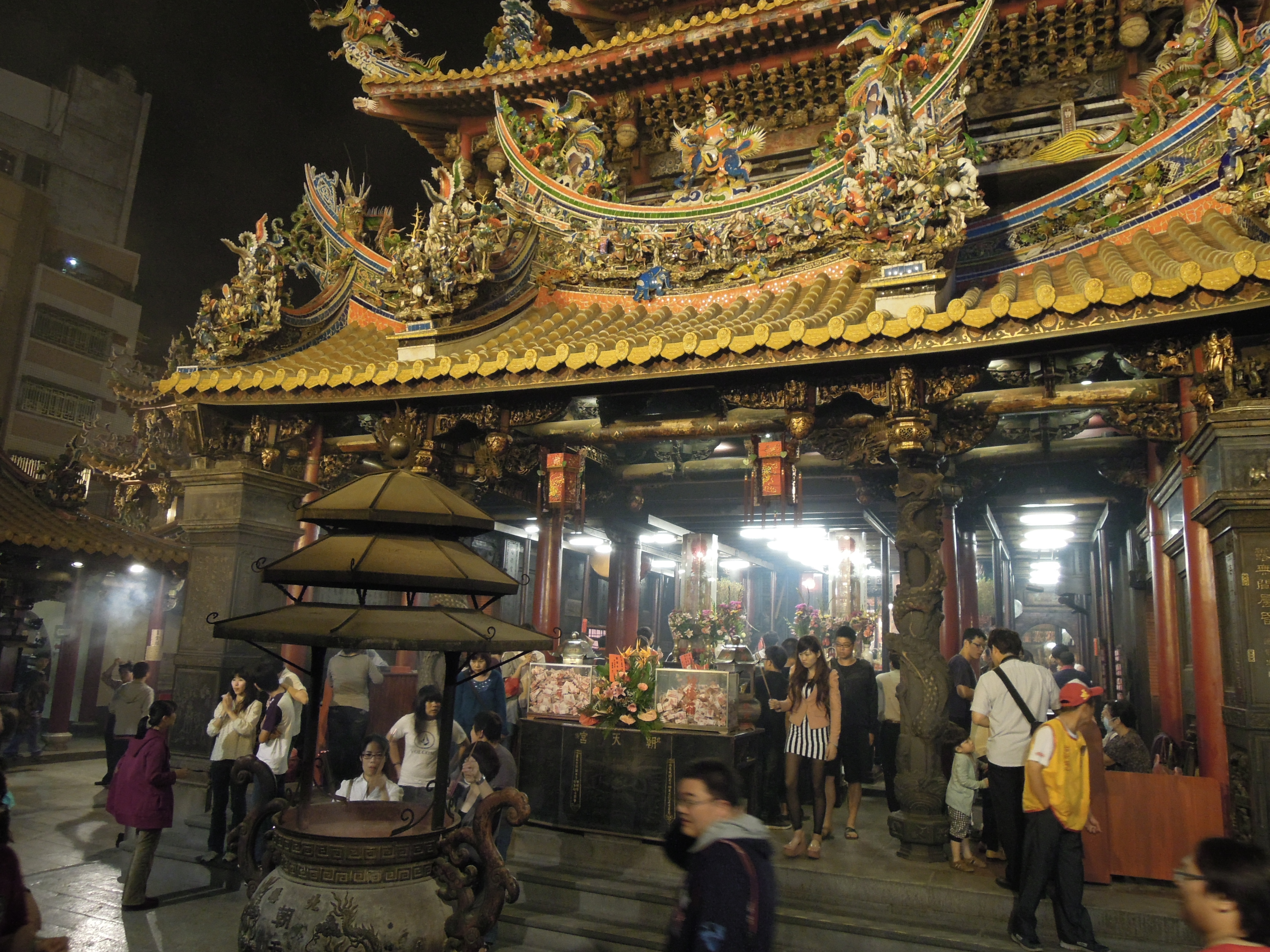
北港朝天宮的拜殿
整修中的北港朝天宮的正殿(3月19日出巡版)
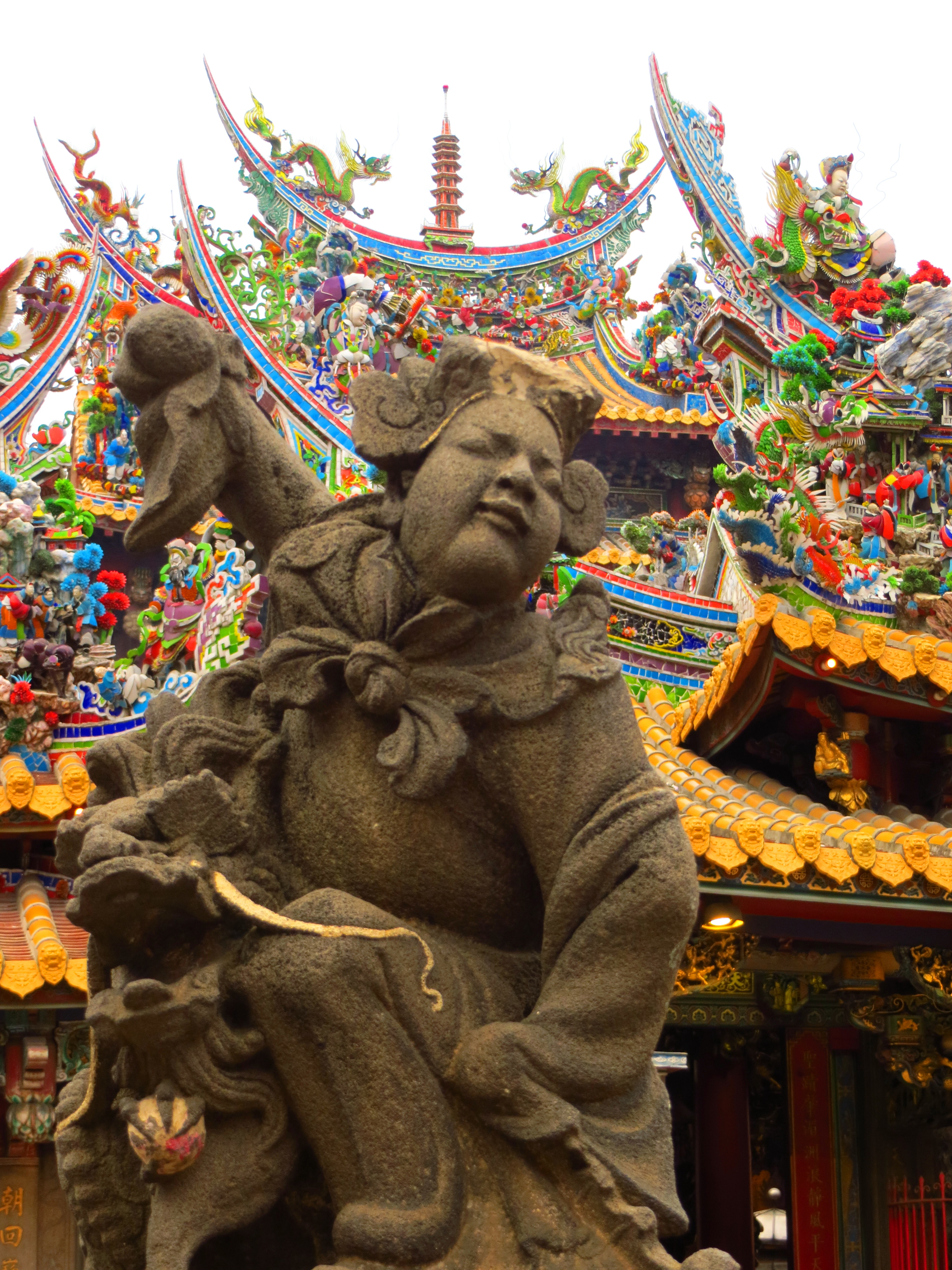
北港朝天宮廟埕外石欄杆柱上四尊海龍王雕像之一
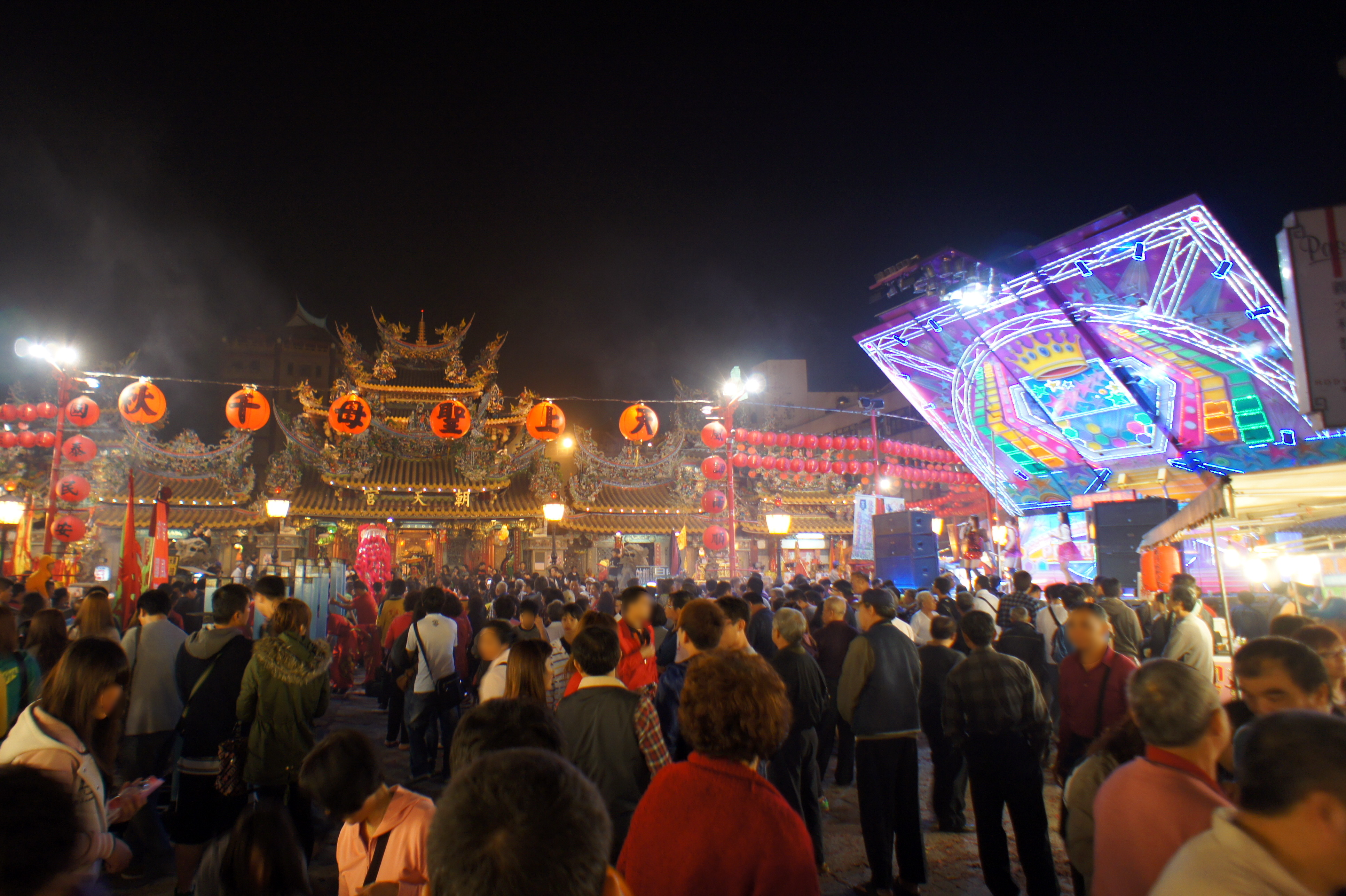
北港朝天宮前的熱鬧情況，右方是一台光彩奪目的電子花車
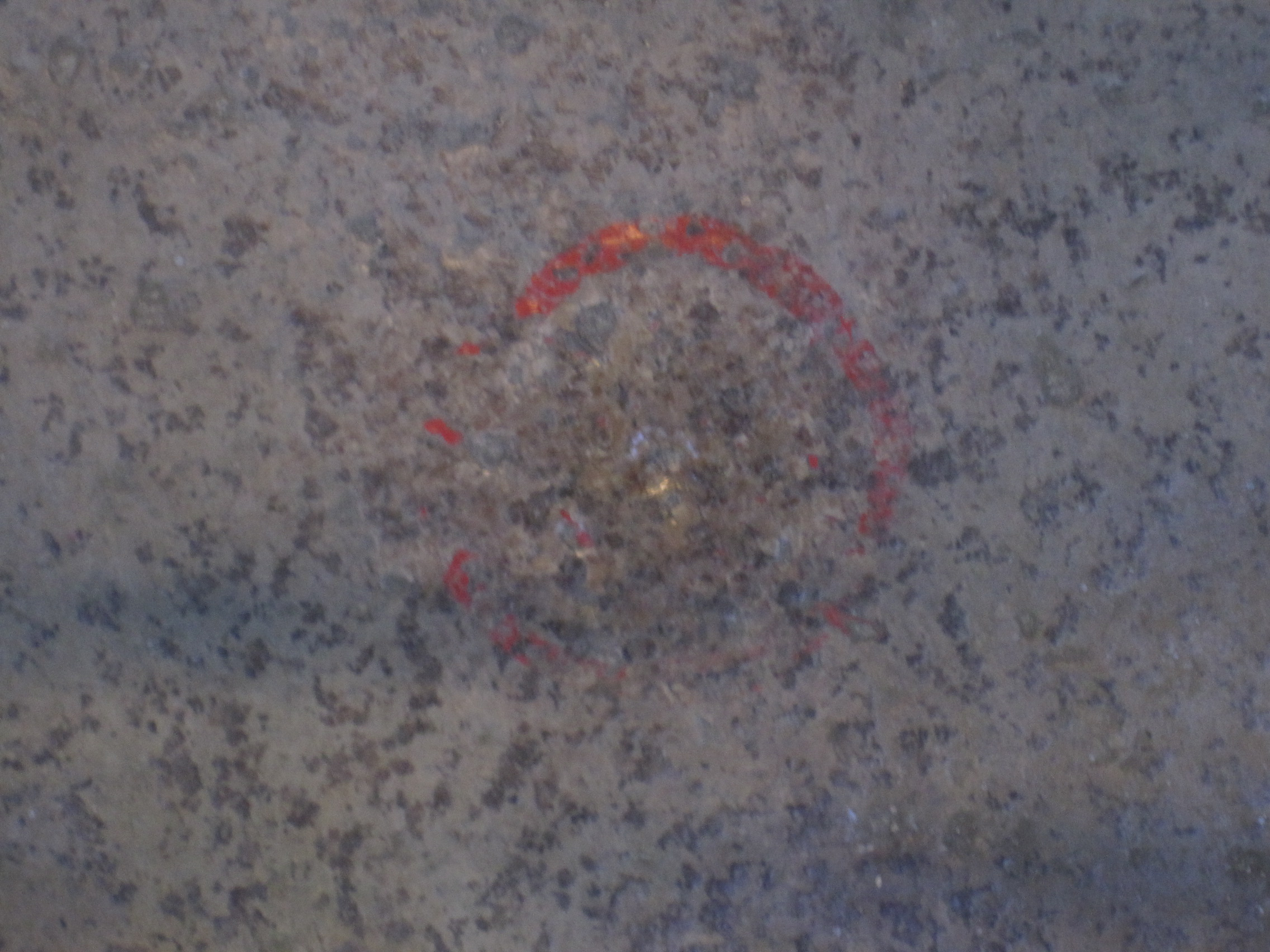
孝子釘
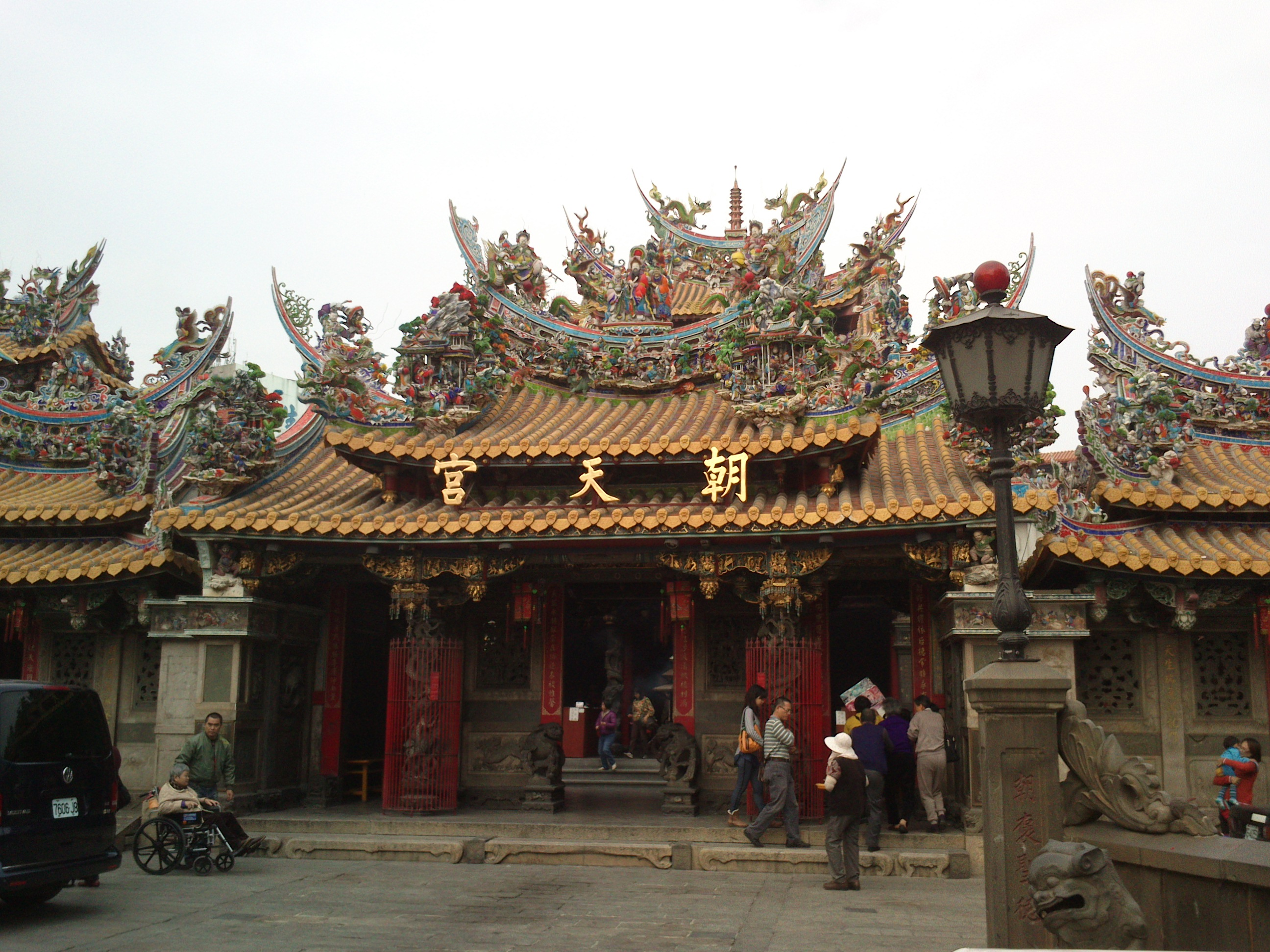
北港朝天宮
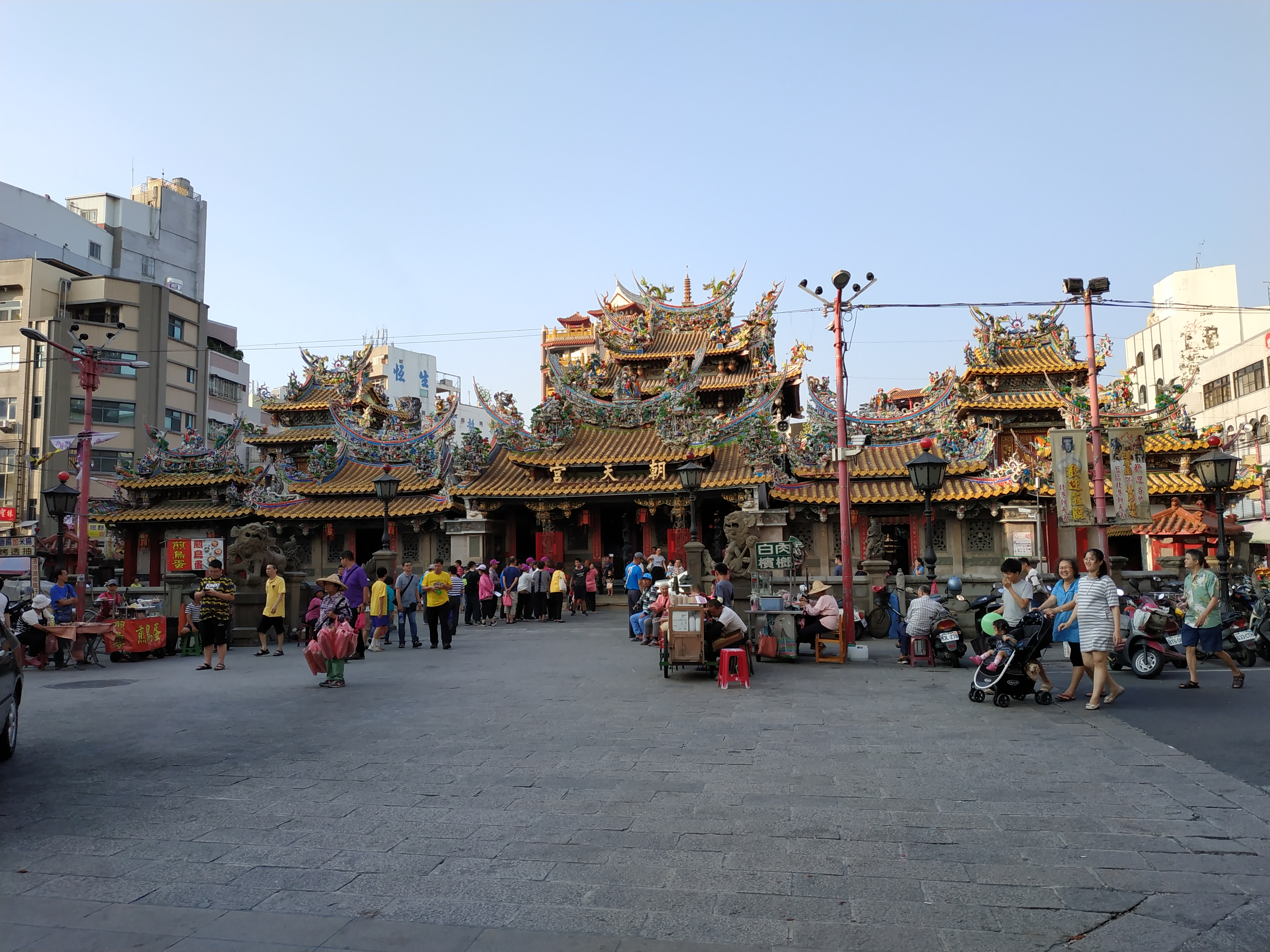
北港朝天宮正面
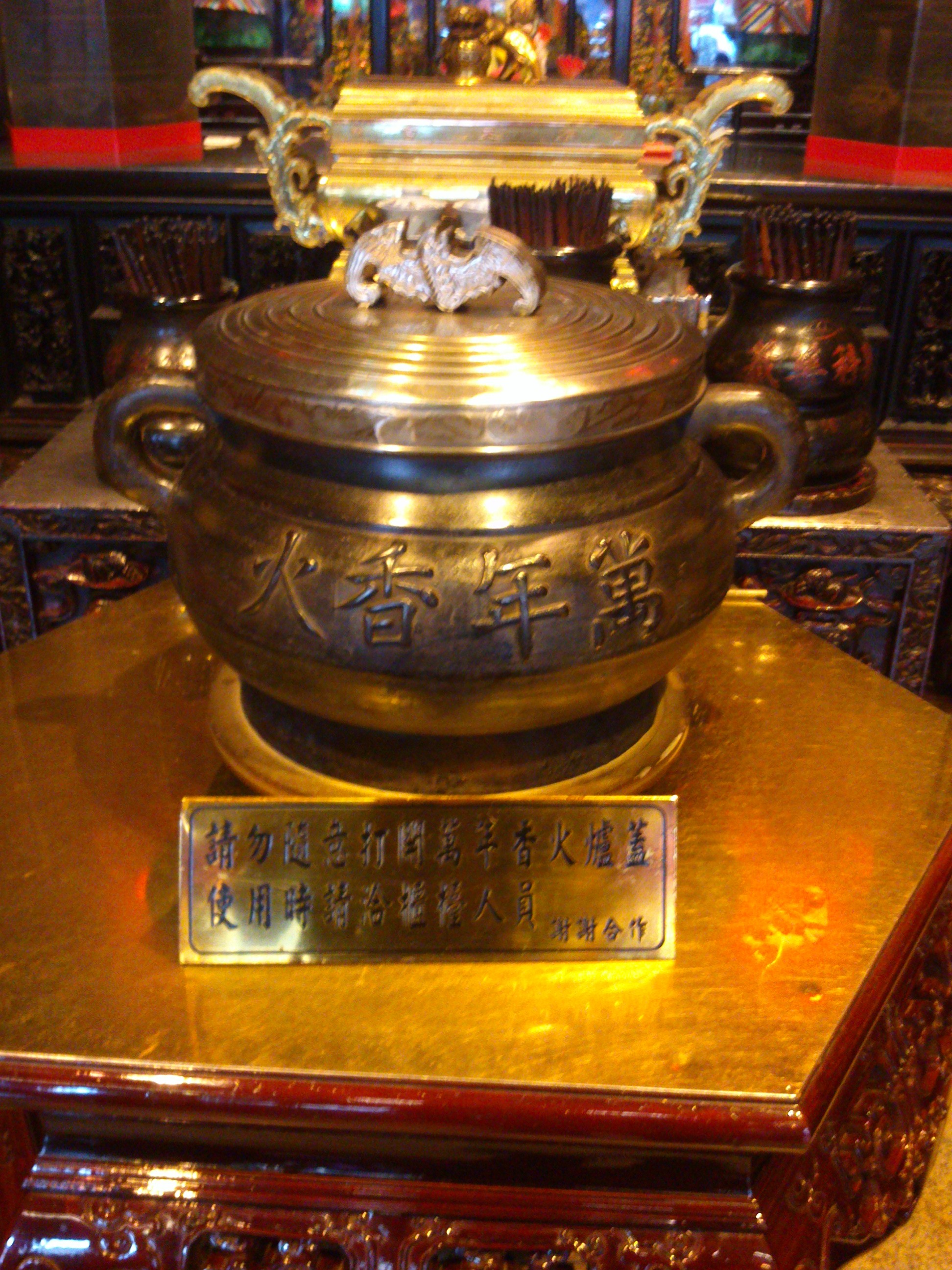
萬年香火爐
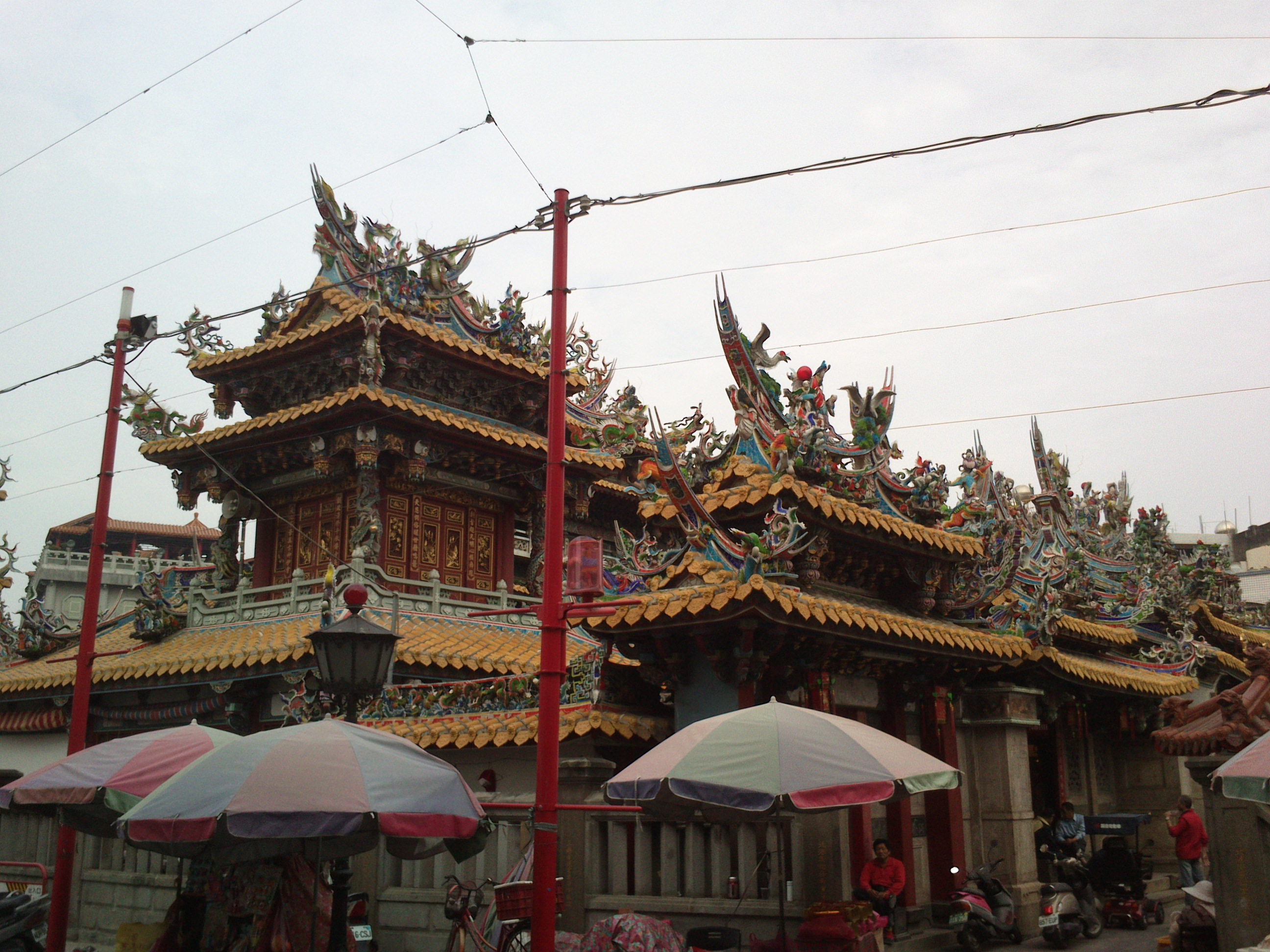
北港朝天宮鐘鼓樓及正門
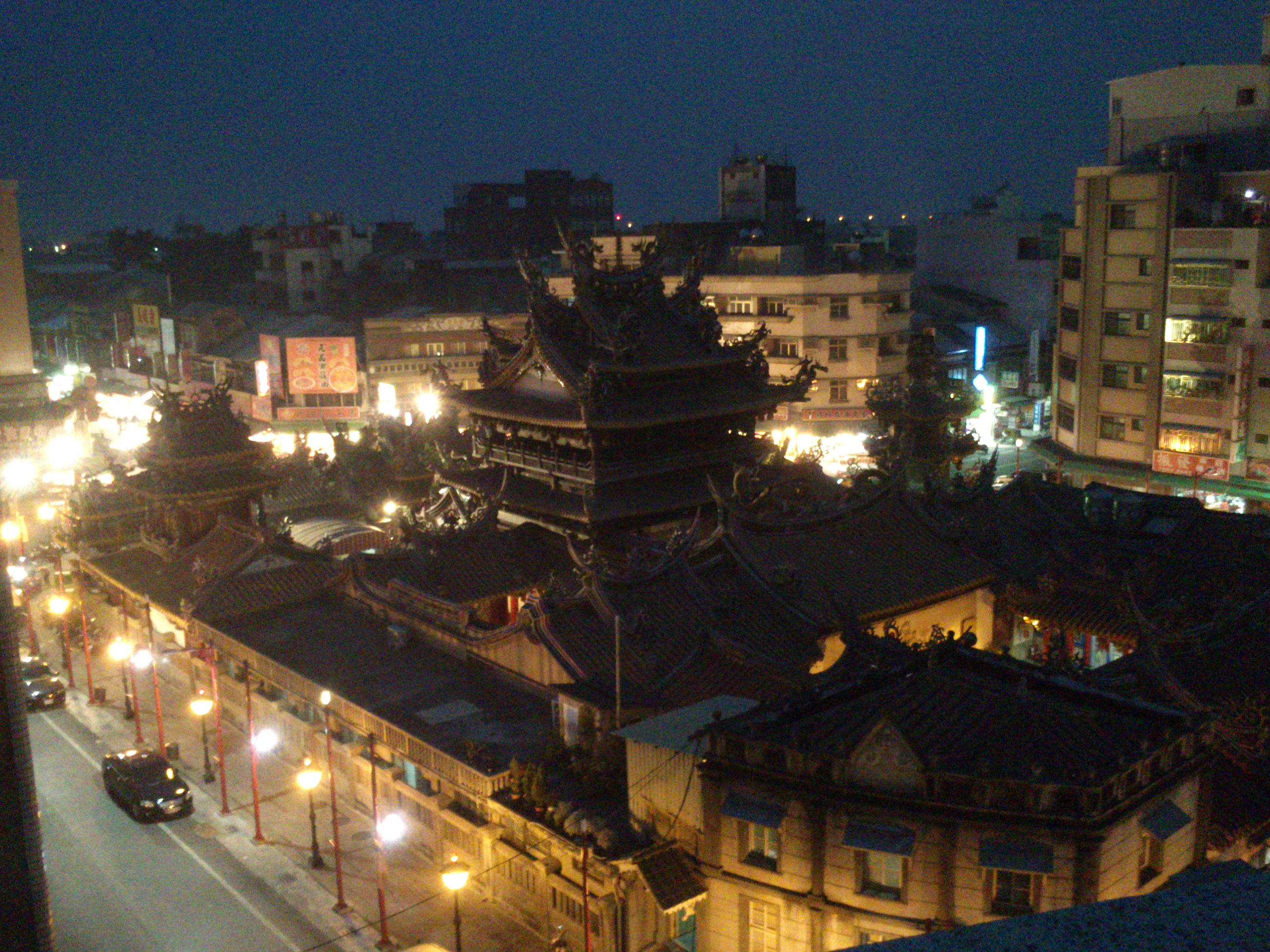
俯瞰朝天宮夜景
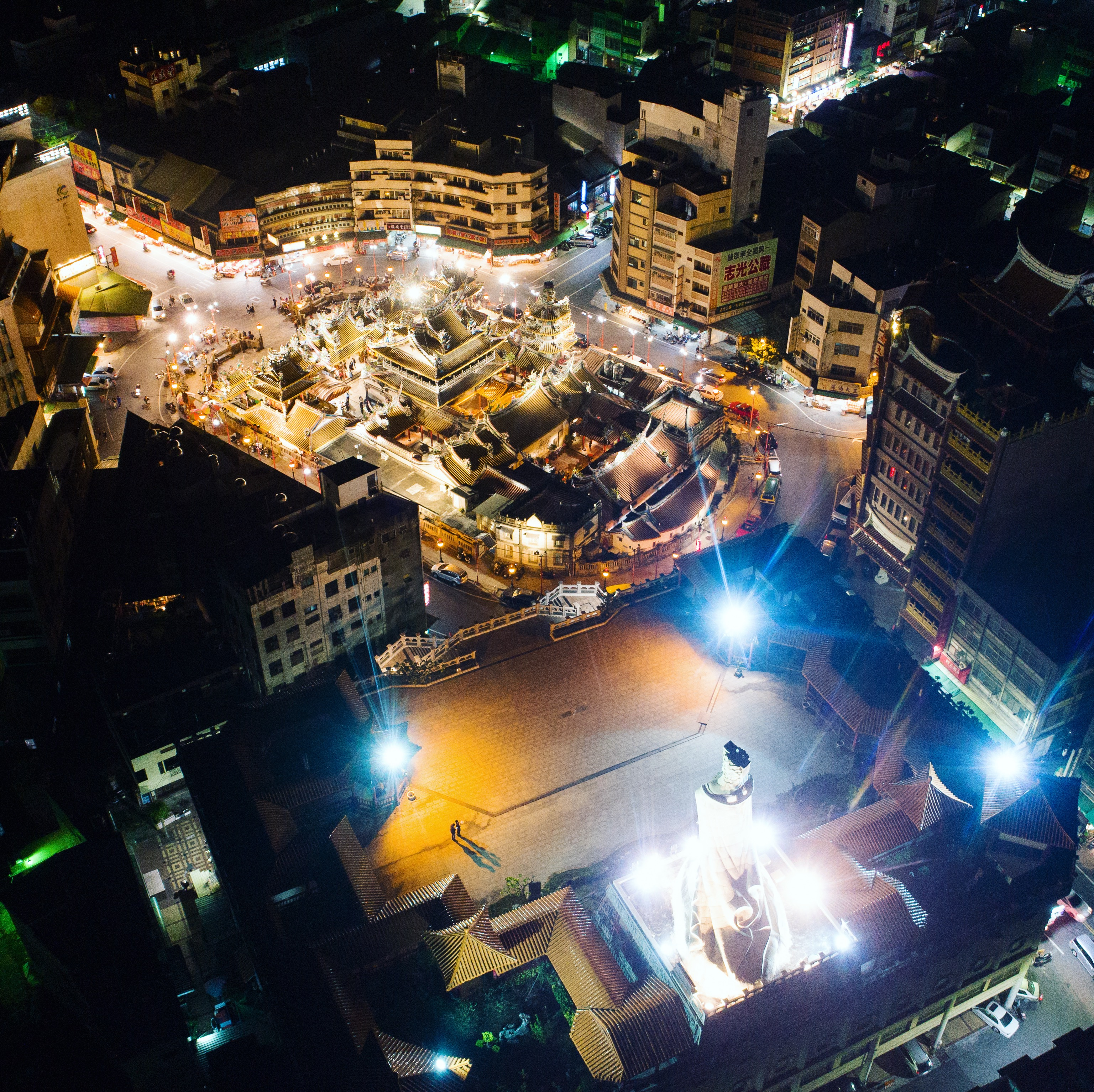
北港朝天宮 與 媽祖文化大樓 夜景

## 交通
- 嘉義客運北港站
  - 於嘉義客運中山站乘7202往北港
  - 於嘉義車站轉乘7201或7325往北港
  - 於高鐵嘉義站轉乘7235往北港
  - 於高鐵雲林站轉乘301往北港

## 外部連結
- 官方网站
- 北港朝天宮的Facebook專頁
- 北港朝天宮虎爺會的Facebook專頁
- 北港朝天宮 @ 湊陣拜媽祖  痞客邦 （页面存档备份，存于）